# Castello Visconteo (Legnano)
Il castello Visconteo è una fortificazione medioevale che sorge a sud di Legnano su un'isola naturale del fiume Olona. È conosciuto anche come castello di San Giorgio (lat. Castrum Sancti Georgi) sin dal XIII secolo. Il complesso architettonico è situato in viale Toselli, fra il parco Castello e piazza I Maggio.

## La sua funzione strategica

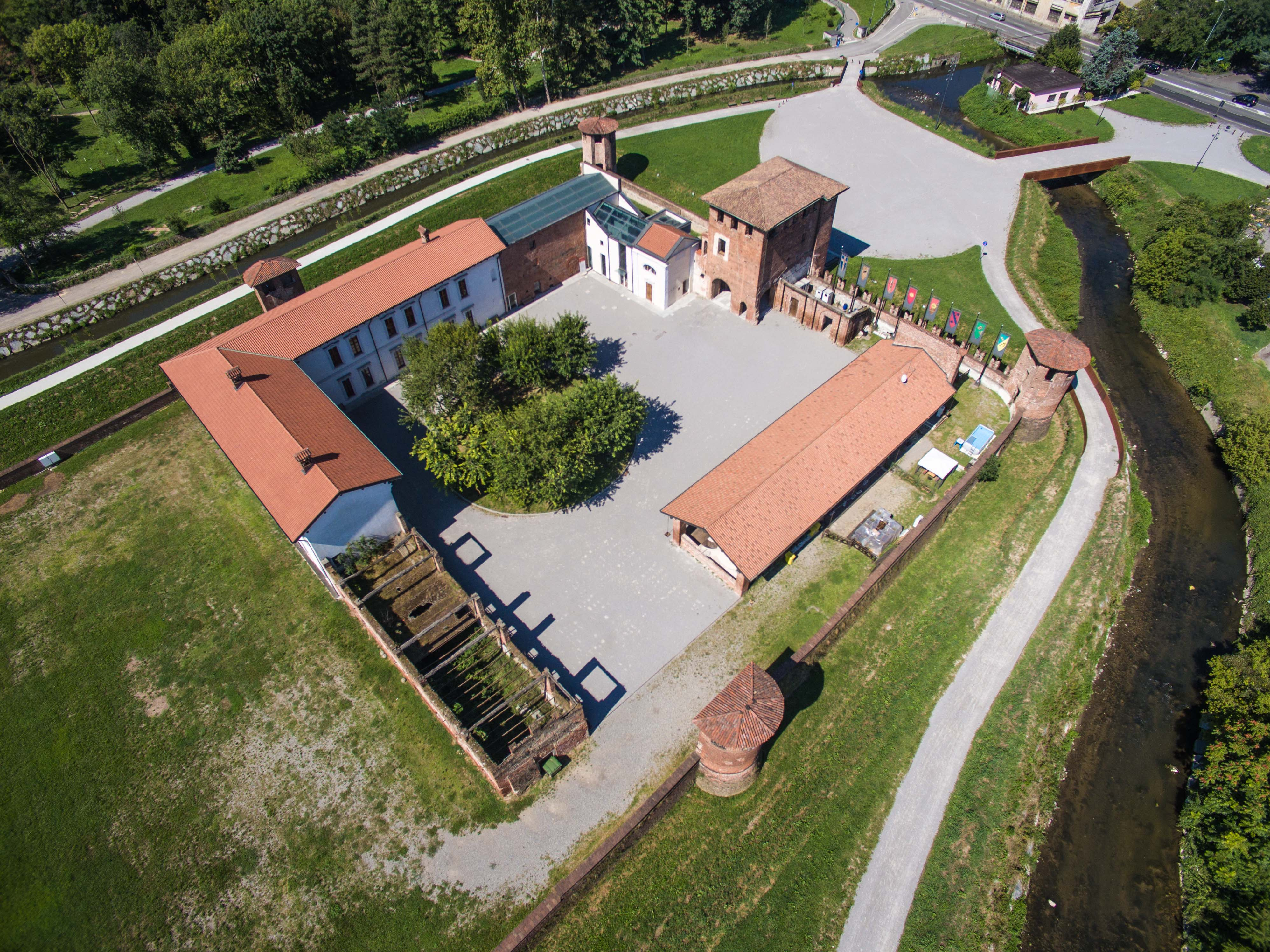
Veduta aerea del castello

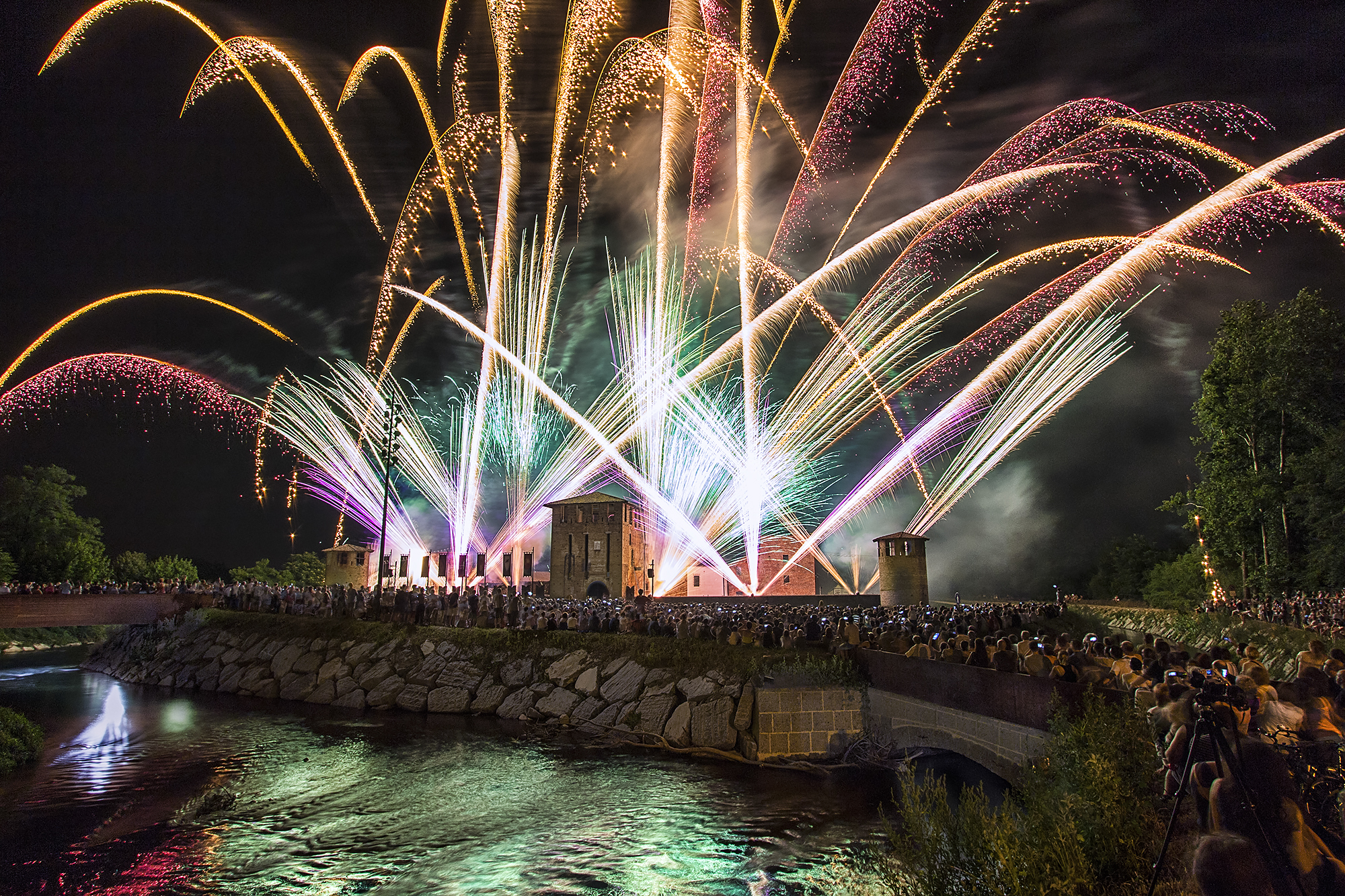
Il maniero legnanese durante l'evento Castello in festa, edizione del 2015

La presenza di un castello a Legnano è collegata alla funzione strategica che ebbe la città del Carroccio dal Medioevo al XVI secolo. Legnano si trovava infatti lungo un'importante via di comunicazione medievale che costeggiava l'Olona e che congiungeva Mediolanum (la moderna Milano) con il Verbannus Lacus (il Lago Verbano, ovvero con il Lago Maggiore), la via Severiana Augusta, esistente fin dall'epoca romana. La moderna strada del Sempione, realizzata durante l'epoca napoleonica, riprende nel suo tracciato l'antica strada in uso in epoca romana e medievale.
La difesa di Legnano era importante perché una sua eventuale conquista poteva consentire ai nemici di Milano un facile accesso al contado milanese nord-occidentale per via del fatto che si trovasse allo sbocco della Valle Olona, che termina a Castellanza e di puntare, grazie a questa strada, al capoluogo meneghino. Nel Medioevo Legnano, sebbene appartenesse formalmente al Seprio, gravitava infatti intorno a Milano. Il legame tra Milano e la città del Carroccio non fu solo militare, ma anche economico: infatti, Legnano e gli altri contadi che gravitavano intorno al capoluogo meneghino, fornivano a Milano anche parte delle derrate alimentari prodotte.
Quando appartenne agli Visconti, il castello di Legnano faceva parte di un più ampio sistema difensivo della cintura che racchiudeva Milano. In particolare, le fortificazioni erano situate nei luoghi dove i Visconti possedevano un maggior numero di proprietà immobili. I castelli situati intorno a Milano svolsero la loro funzione sia per scopi militari, principalmente per attacchi esterni e per guerre civili interne alla signoria milanese, che per altri fini. Erano infatti utilizzati anche come luoghi di villeggiatura estiva, che permetteva ai signori di lasciare la città nei mesi più caldi, durante i quali scarseggiava l'acqua e imperava il caldo, complice la vicinanza degli edifici cittadini: all'epoca le abitazioni, a Milano, erano divise da anguste stradine. Altro utilizzo era l'organizzazione di battute di caccia nei boschi situati nei pressi dei castelli, sport che era assai comune nel XII e nel XIII secolo.
Nell'Alto Milanese i castelli erano numerosi. Sono giunti sino al XXI secolo anche le fortezze di Crenna, Somma Lombardo, Orago, Cassano Magnago, Fagnano Olona e Turbigo, mentre possedevano un castello, poi andato distrutto nel corso dei secoli, Busto Arsizio, Gallarate e Saronno.
Nel XVI secolo il borgo conobbe una fase di declino, dato che cominciò a slegarsi da Milano perdendo gradualmente la sua funzione strategica; in questo modo, da importante avamposto militare si trasformò in semplice centro agricolo. Infatti, già dal secolo precedente, il Seprio perse il suo atteggiamento ribelle nei confronti di Milano, e quindi la presenza di truppe fisse al confine del contado milanese non era più giustificata. Di conseguenza, anche il castello perse la sua funzione militare. Per tale motivo, sulle torri del castello non si trovano postazioni per armi di artiglieria, che iniziarono infatti a diffondersi sui campi di battaglia proprio nel XVI secolo.

## Storia

### Le origini: il convento di San Giorgio

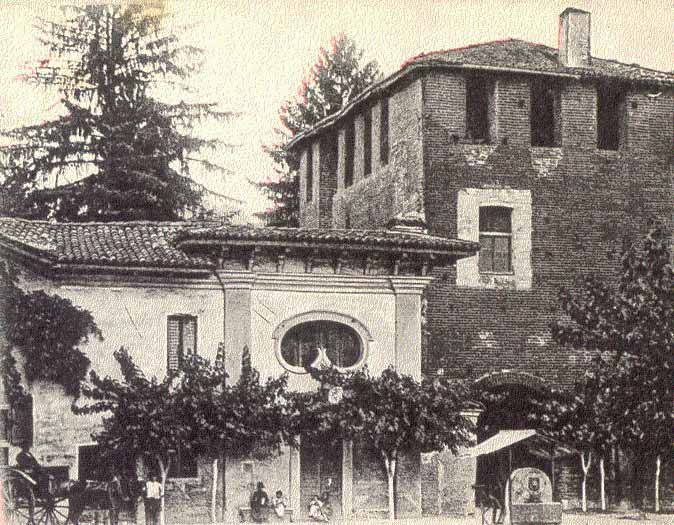
Il cortile interno del castello in un'immagine del 1905. Alla sinistra del torrione principale, si intravede la chiesetta dedicata a San Giorgio

Le origini del castello di Legnano sono collegate ad un antico convento di Regolari Agostiniani dedicato a San Giorgio, la cui presenza è documentata fin dal 1231. Tale edificio religioso non compare però nel registro delle chiese del Liber Notitiae Sanctorum Mediolani di Goffredo da Bussero, che descrive il contesto religioso dell'area milanese tra la fine del XIII secolo e l'inizio del XIV secolo.
Questo monastero, che includeva una chiesetta anch'essa dedicata a San Giorgio, possedeva molte terre coltivabili che si estendevano oltre Legnano fino a raggiungere Canegrate, San Vittore Olona, Villa Cortese e Dairago. La dedicazione del convento e della chiesetta a San Giorgio forse era collegata al culto di questo santo, che potrebbe essere stato comune nelle campagne circostanti e che avrebbe poi influenzato la scelta dell'intitolazione del monastero, oppure potrebbe essere avvenuto l'opposto, ovvero il culto popolare di san Giorgio si sarebbe diffuso grazie alla dedicazione del convento e della chiesetta. È probabile che la presenza di questo convento abbia poi determinato l'intitolazione a San Giorgio, oltre che del castello, anche di un quartiere di Legnano (la "Costa di San Giorgio") e del vicino comune di San Giorgio su Legnano. Ipotesi scartate dagli studiosi considerano invece che il riferimento al santo derivi dal comune di San Giorgio su Legnano, che all'inizio del XV era conosciuto come locus Sancti Georgi Plebis Parabiaghi Duc. Mlni (it. "località San Giorgio, della pieve di Parabiago, Ducato di Milano").

Il Castello Visconteo di Legnano all'inizio del XX secolo

La presenza a Legnano di proprietà ecclesiastiche è testimoniata da documenti che risalgono ad alcuni secoli prima del menzionato atto scritto del 1231. Il primo documento che cita proprietà arcivescovili site nel borgo legnanese risale infatti al 23 ottobre 789, quindi in epoca franca: tratta di una permuta di terreni situati a Legnanello tra Pietro I Oldrati, arcivescovo di Milano, e il monastero di Sant'Ambrogio di Milano. Questo documento, che è anche il primo, tra l'altro, che cita il borgo legnanese, recita:
(Codice diplomatico longobardo, numero LIV)
Altra testimonianza della presenza a Legnano di cospicue proprietà fondiare appartenenti della Chiesa è stata la cosiddetta "Braida Arcivescovile", che era un'isola naturale formata dal fiume Olona e da un suo ramo secondario, l'Olonella, che si trovava ad est della moderna basilica di San Magno e che si chiamava in questo modo perché di proprietà dell'arcidiocesi di Milano.

### Il convento di San Giorgio passa ai Della Torre
I monaci del convento di San Giorgio, come risulta da un antico documento, erano sottoposti a vessazioni da parte di alcuni potenti della zona ("magnates et potentes") che si erano insediati sui terreni confinanti a quelli dell'arcivescovado. Questa situazione era una conseguenza delle lotte tra l'arcivescovado milanese e alcuni nobili, guerra che era una diretta conseguenza dei fatti che seguirono la battaglia di Legnano (29 maggio 1176): dopo la vittoria di Legnano i comuni lombardi medievali si affrancarono dal potere imperiale e l'intera loro popolazione ottenne la possibilità di eleggere i consoli. In precedenza, il governo delle città era detenuto dal vescovo, dai nobili e dall'alta borghesia: in particolare Milano era retta da una signoria al cui vertice c'era l'arcivescovo sebbene, formalmente, la città avesse una forma di governo repubblicana. 

Il Castello Visconteo di Legnano all'inizio del XX secolo

Fautore del ritorno della supremazia arcivescovile sul governo della città contro le pretese del popolo era l'arcivescovo di Milano Leone da Perego, che ingaggiò una lotta con alcuni nobili locali i quali, invece, facevano parte della fazione favorevole alla nuova situazione politica che si era originata dopo la battaglia di Legnano: la famiglia nobiliare più importante che si opponeva a Leone da Perego era quella dei Della Torre. Nel 1257, alla morte di Leone da Perego, non fu subito chiaro chi avrebbe primeggiato sulla signoria di Milano: dopo una fase caratterizzata da un'accesa diatriba tra le varie fazioni il casato che riuscì a imporsi fu alla fine quello dei Della Torre. Pertanto, morto Leone da Perego, i Della Torre iniziarono a occupare tutte le proprietà arcivescovili del contado milanese. La famiglia nobiliare milanese decise di impossessarsi anche del convento legnanese di San Giorgio, vista la sua posizione strategica, approfittando della sede arcivescovile vacante. Più in generale i Della Torre, in questa zona, acquistarono diverse proprietà fondiarie tra Legnano e Dairago.
Per evitare spiacevoli conseguenze, e considerando la situazione politica dell'epoca, che era instabile e caratterizzata da continue guerre, i frati decisero di abbandonare il monastero firmando il 14 ottobre 1261 un atto notarile di permuta con i fratelli Raimondo, Napoleone e Francesco della Torre e con il loro nipote Erecco, non si sa se di loro spontanea volontà oppure se obbligati con la forza. La motivazione di tale scelta, come si può leggere su questo documento, è descritta così:
(Atto di cessione del primigenio convento e dei terreni circostanti ai Della Torre)

Il Castello Visconteo di Legnano all'inizio del XX secolo

La principale motivazione che spinse i nobili locali a fare grande pressione sui monaci risiedeva nella pretesa di avere voce nella nomina dei componenti del capitolo: i vari casati bramavano infatti la possibilità di avere in questa assemblea propri parenti avrebbero potuto influenzare le scelte del capitolo a loro favore. Come risulta dai documenti, il capitolo del convento, al momento della cessione ai Della Torre, era formato dal prevosto Ruggero de Quinque Viis, detto Cippus, e altri da tre religiosi, Guiscardo da Viggiù, Guido Lampugnani e Mainfredo Toppus.
Di contro, i monaci ottennero 1.400 pertiche di terreno fertile e ben irrigato a Limito e la chiesa di San Primo a Milano: in particolare, i terreni, poco prima della permuta, non erano nel possesso della famiglia Della Torre e quindi vennero acquisiti per l'occasione. I Della Torre pagarono una cifra considerevole per l'acquisto dei terreni situati a Limito: ciò conferma che questa famiglia considerasse molto importante l'acquisizione del monastero, reputato di rilevante valore strategico.
Il monastero ed i terreni circostanti furono acquisiti poi dai Della Torre e dai Lampugnani, cioè dalle due famiglie che avevano vessato i monaci insieme agli abitanti della cascina Meraviglia. I Della Torre acquistarono anche, grazie al medesimo atto di permuta, alcuni edifici a Legnano, due mulini sull'Olona e diversi beni tra la pieve di Dairago e quella di Parabiago. In questo modo la famiglia nobiliare milanese effettuò una vera e propria occupazione fondiaria ed economica dell'Alto Milanese.

### I Della Torre convertono il convento a castello fortificato
Quando i canonici se ne andarono, presso il convento esisteva una piccola torre di vedetta. Tale avamposto militare aveva la funzione di controllare la già citata strada che collegava Milano al nord ovest della Lombardia. Presumibilmente questa torre originaria venne costruita nel 1231 dai Della Torre quando si stabilirono sui terreni dell'arcivescovado poco prima della guerra ingaggiata con Leone da Perego. Secondo altri studi, la torre potrebbe essere stata invece realizzata da Uberto Visconti.

Il Castello Visconteo di Legnano all'inizio del XX secolo

Poco dopo l'acquisto del convento da parte dei Della Torre, il 22 luglio 1262, venne nominato arcivescovo di Milano Ottone Visconti, ponendo fine alla sede arcivescovile vacante. Ottone faceva parte di una famiglia nobiliare, i Visconti, che nella lotta tra il popolo e l'arcivescovado parteggiava per quest'ultimo: i Della Torre provarono invano a fa eleggere arcivescovo il loro fratello Raimondo, ma invano. Ottone Visconti non riuscì però a occupare lo scranno arcivescovile, ma rimase esule in zone non appartenenti alla diocesi: in questo contesto i Della Torre continuarono l'opera di acquisizione e di occupazione dei beni arcivescovili nella diocesi di Milano. A Legnano, in particolare, ampliarono ulteriormente i propri possedimenti, facendo del borgo uno dei propri capisaldi militari.
Le operazioni belliche tra i Visconti e i Della Torre si svolsero però lontano da Legnano, principalmente nei dintorni del Lago Maggiore, e quindi il borgo legnanese visse un periodo relativamente tranquillo. Eccezione fu il passaggio a Legnano, nel 1285, dell'esercito milanese: la prima volta fu in occasione dello spostamento delle operazioni di guerra nel Seprio, che avvenne nell'aprile dell'anno in questione, mentre la seconda fu pochi mesi dopo, nel luglio 1285, durante l'assedio di Castelseprio.
Tra il 1261 e il 1273, come conferma del forte controllo sul Legnanese, i Della Torre ampliarono l'edificio dell'ex-monastero costruendo due ali - una a destra e l'altra a sinistra della torre originaria - che diventarono il nucleo originario del castello forse inglobando - se non vennero demoliti in precedenza - l'ex convento e la chiesetta di San Giorgio. Non è esclusa la parziale conservazione dell'antico monastero perché lo stile in uso all'epoca, mattoni a vista e finestre a sesto acuto, era comune a tutte le costruzioni realizzate salvo pochissime varianti, e quindi erano utili allo scopo.
Il castello di Legnano ospitò per una notte, nell'aprile 1273, i reali d'Inghilterra Edoardo I Plantageneto ed Eleonora di Castiglia nel tragitto di ritorno da un loro viaggio in Medio Oriente. I due ospiti vennero condotti nel maniero legnanese, considerato quindi una dimora prestigiosa, da Napoleone e Francesco della Torre. Una leggenda racconta invece che i due reali sostarono invece nella cosiddetta "Casa della regina" di San Giorgio su Legnano. Anche questo avvenimento dimostra il saldo controllo che i Della Torre avessero sul borgo legnanese, tanto da permettersi, in tutta sicurezza, di dare ospitalità a due sovrani. Sui documenti dell'epoca l'evento è descritto citando il fatto che i reali inglesi fossero stati ospitati "a Santo Georgio presso Legnano".

### I Visconti

Il Castello Visconteo di Legnano all'inizio del XX secolo

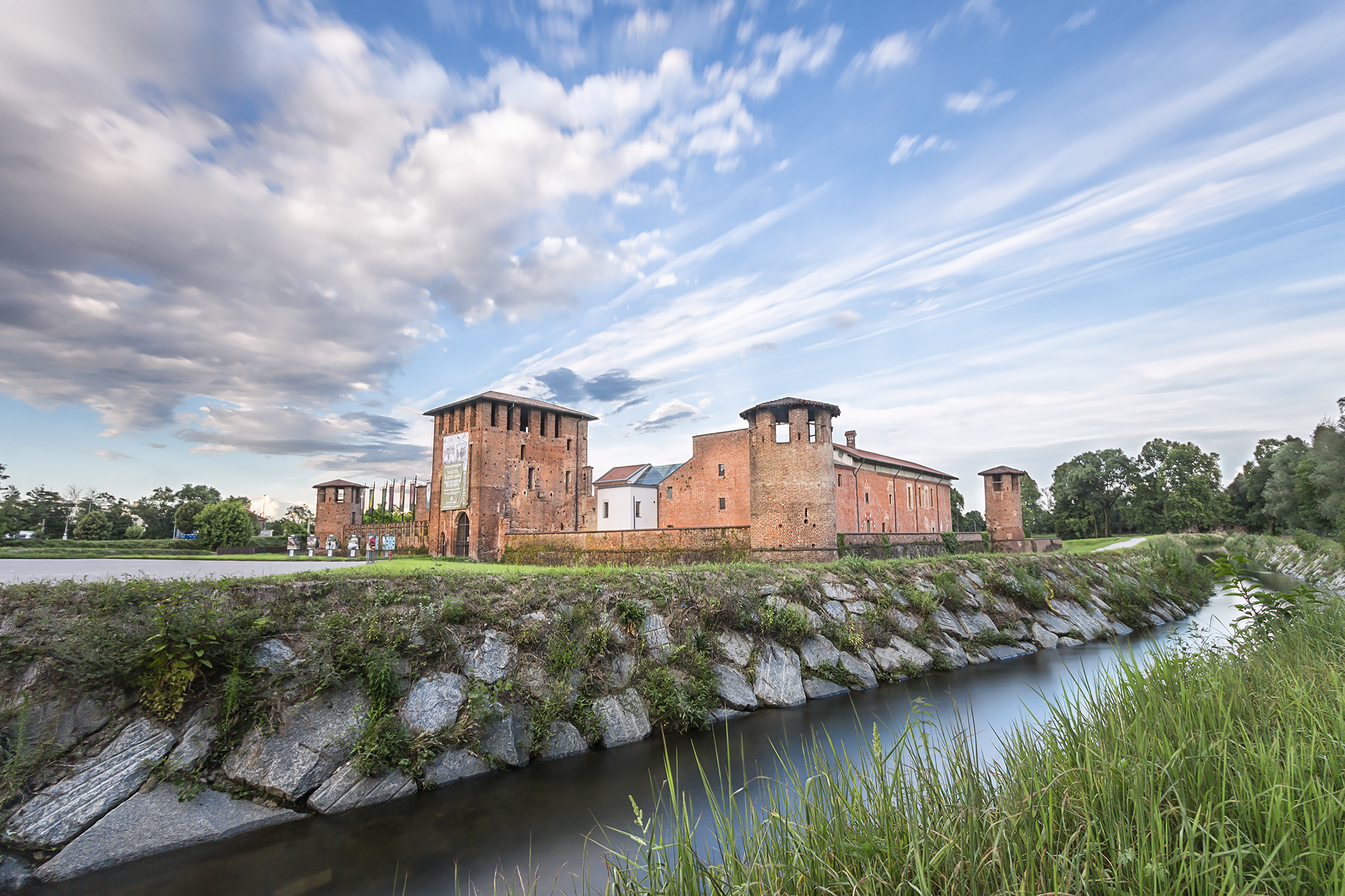
Il castello Visconteo di Legnano nel 2015

Nel 1277 l'edificio passò ai Visconti in seguito alla sconfitta patita da Napoleone della Torre nella battaglia di Desio (21 gennaio 1277) ad opera dell'arcivescovo di Milano Ottone Visconti, che causò la cacciata dei Della Torre da Milano e dal suo contado. Questi ultimi si rifugiarono verso nord e occuparono, nel 1285, Castelseprio. Ottone Visconti decise di muoversi verso la roccaforte del Della Torre stabilendosi a Legnano, dove radunò il suo esercito. La guerra però fu temporaneamente evitata: le due parti si trovarono a Varese per firmare una tregua, che previde l'abbandono di Castelseprio da parte dei Della Torre, il cui posto venne preso da Guido da Castiglione, loro sodale.
Ottone riconquistò tutte le proprietà sottratte dai Della Torre a Leone da Perego, ovvero la Braida Arcivescovile, il castello di Legnano e tutte le altre proprietà fondiarie. In particolare la chiesetta del castello venne assegnata, il 16 dicembre 1277, alla mensa del capitolo degli ordinari, che ottennero anche la rendita di alcuni terreni limitrofi al castello, vista la loro situazione economica, che con la presenza dei Della Torre era molto peggiorata. 
Ottone Visconti decise di poi stabilire la sua dimora al castello di Legnano perché lo preferiva, come avamposto militare, alla Braida Arcivescovile: sebbene quest'ultima fosse ubicata nel centro cittadino di Legnano, Ottone Visconti non la reputava adatta allo scopo, perché non sufficientemente sicura da un punto di vista militare: il castello dei Cotta, infatti, era difficilmente ampliabile a meno di demolire un numero troppo elevato di abitazioni del centro cittadino. L'arcivescovo concesse poi alla chiesetta di San Giorgio del castello, nel dicembre del 1277, l'utilizzo di un altare consacrato.
Nell'autunno del 1286 Ottone Visconti decise di rompere la tregua radunando un nuovo esercito a Legnano. Attaccò quindi Castelseprio, ancora governata da Guido da Castiglione, che cedette in parte: Ottone riuscì a saccheggiare il centro abitato ma non la rocca, che resistette. Nel febbraio 1287 fu organizzato a Legnano, probabilmente al castello, un tavolo di pace tra i due contendenti, ma senza esito. Castelseprio capitolò poi il 28 marzo 1287, quando venne rasa al suolo da Ottone Visconti, che riuscì a conquistarla con l'astuzia.
Nel 1339 Legnano fu nuovamente toccata dagli eventi politici e militari legati a Milano. Nell'anno citato Lodrisio Visconti, con l'intenzione di diventare signore di Milano spodestando Azzone e Luchino Visconti, decise di stabilire il proprio quartier generale a Legnano, forse al castello Visconteo. Lo scontro armato tra le due frazioni avvenne poco lontano da Legnano, nella battaglia di Parabiago (21 febbraio 1339). In particolare, Lodrisio aveva assoldato trecento mercenari di origine inglese che provenivano da Verona e che pagò con il denaro proveniente dai tributi versati dalla popolazione locale. La battaglia ebbe poi come epilogo la sconfitta di Lodrisio, che venne fatto prigioniero. 

Il Castello Visconteo di Legnano nel 1938

Le conseguenze di questa vicenda continuarono anche dopo la fine delle ostilità. I trecento mercenari di Lodrisio, che furono in un primo momento assoldati da Galeazzo II Visconti, lasciarono quest'ultimo per abbandonarsi al saccheggio di Legnano, Nerviano, Castano Primo, Vittuone e Sedriano, durante il quale rubarono tutti i preziosi trovati nelle case del luogo e rapirono alcuni nobili locali. Gli eventi legati alla battaglia di Parabiago furono gli ultimi dotati di una certa importanza che coinvolsero Legnano: dal 1339 il borgo non fu più protagonista della storia d'Italia. Per tornare alla ribalta nazionale, Legnano dovrà aspettare la sua industrializzazione, che per il borgo legnanese avvenne nel XIX secolo: il ritmo e la portata di questa trasformazione ebbe infatti pochi altri esempi paragonabili nel continente europeo.
Il castello di Legnano, e le sue proprietà, vennero amministrate dalla famiglia Visconti fino al XV secolo: uniche eccezioni furono Guido della Torre nel 1311, che riuscì temporaneamente a imporsi nella signoria di Milano per breve tempo. Nel XV secolo si creò un legame politico e amministrativo tra i Visconti e i Lampugnani, che portò la proprietà del castello legnanese a passare a quest'ultimo casato nobiliare.

### I Lampugnani

#### Oldrado II

Il Castello Visconteo di Legnano nel 1954

Il primo Lampugnani a gravitare intorno alla corte signorile dei Visconti fu Umberto, il cui padre, Oldrado I, aveva già svolto alcuni servizi per i signori di Milano. Fu però Umberto a ricoprire importanti ruoli nella corte: laureatosi in legge all'università di Pavia, di cui era anche professore ordinario, venne coinvolto da Gian Galeazzo Visconti, grazie alle sue conoscenze accademiche, nell'amministrazione del Ducato di Milano. In questo contesto tutti i cinque figli di Umberto ebbero occasione di essere poi coinvolti, con ruoli differenti, nell'amministrazione del ducato. Su tutti spiccò Oldrado II, che ebbe poi un'importante carriera, tanto da diventare precettore di Filippo Maria Visconti, uno dei figli di Gian Galeazzo.
Alla morte di Gian Galeazzo, diventò Duca di Milano Giovanni Maria Visconti. Alla prematura morte di quest'ultimo (1412), si scatenò una guerra civile che era capeggiata dai capitani di ventura e dai signorotti del contado milanese che si opponevano all'ascesa di Filippo Maria Visconti, legittimo erede al trono. Filippo Maria, per contrastare gli avversari, si rivolse a Francesco da Bussone, detto "Il Carmagnola", che riuscì ad avere la meglio, dopo una sanguinosa guerra, sui nemici del duca. In questa guerra un ruolo lo ebbe anche Oldrado II Lampugnani, che divenne uno stretto consigliere del duca e che partecipò anche militarmente all'attività di contrasto agli avversari della signoria viscontea: in particolare, Oldrado II riuscì a sconfiggere Gabrino Fondulo, feudatario di Cremona, a cui tolse anche tutte le sue proprietà, compreso il castello di Castelleone, che consegnò ai Visconti. Gabrino fondulo fu poi giustiziato sulla pubblica piazza il 12 febbraio 1425. Per tale motivo Filippo Maria, per sdebitarsi dei suoi servigi, che furono sia militari che diplomatici, nel 1437, diede in dono a Oldrado II il castello di Legnano:
(Filippo Maria Visconti)

Il Castello Visconteo di Legnano nel 1963

Già in precedenza Oldrado II Lampugnani aveva iniziato a operare una serie di operazioni volte ad ampliare i propri possedimenti fondiari con l'acquisto di diversi terreni, soprattutto intorno al castello di Legnano. L'intento era chiaro: ambire un giorno a possedere la fortificazione legnanese. Oldrado II era mosso soprattutto dalle caratteristiche della sua residenza, il Maniero Lampugnani, che si trovava nel centro storico di Legnano: questa dimora, che venne acquistata da Oldrado II nel 1419, era troppo signorile e poco militaresca e quindi poco si addiceva, a suo parere, al suo carattere risoluto e guerriero.
Pertanto spinse il nipote Cristoforo Lampugnani, figlio di suo fratello Giovanni, già amministratore dei suoi possedimenti e suo segretario personale, ad acquistare ampi terreni lungo l'Olona e la zona coltivata a vigneti che si trovava vicino al castello e che corrisponde al moderno quartiere legnanese della Costa di San Giorgio, per un totale di 857 pertiche di terreno distribuite nei moderni comuni di Legnano, Canegrate, San Vittore Olona e San Giorgio su Legnano. Di questi beni immobili faceva anche parte l'impianto molinatorio lungo l'Olona che oggi è conosciuto come "mulino Cornaggia". In particolare, questi acquisti vennero fatti, secondo un documento dell'epoca, l'8 ottobre 1426 venendo pagati 8.706 lire.
Uno dei motivi che portarono il Duca di Milano a donare il castello legnanese a Oldrado II fu proprio il possesso di vaste aree intorno alla fortificazione. I primi acquisti di beni immobili fatti da Oldrado II a Legnano, dopo l'acquisizione del Maniero Lampugnani, che è datata 1419, risalgono a qualche anno prima, al biennio 1421-1422, con l'acquisto di alcuni terreni (1421) e di un mulino ad acqua situato lungo l'Olona (1422), beni che erano tutti limitrofi alla sua residenza. Altre acquisizioni degne di nota furono effettuate nel 1434, quando Oldrado II acquistò un mulino situato a San Vittore Olona, quindi a sud del castello, e nel 1436, quando comperò un terreno di 50 pertiche ubicato tra Legnano e Rescaldina.

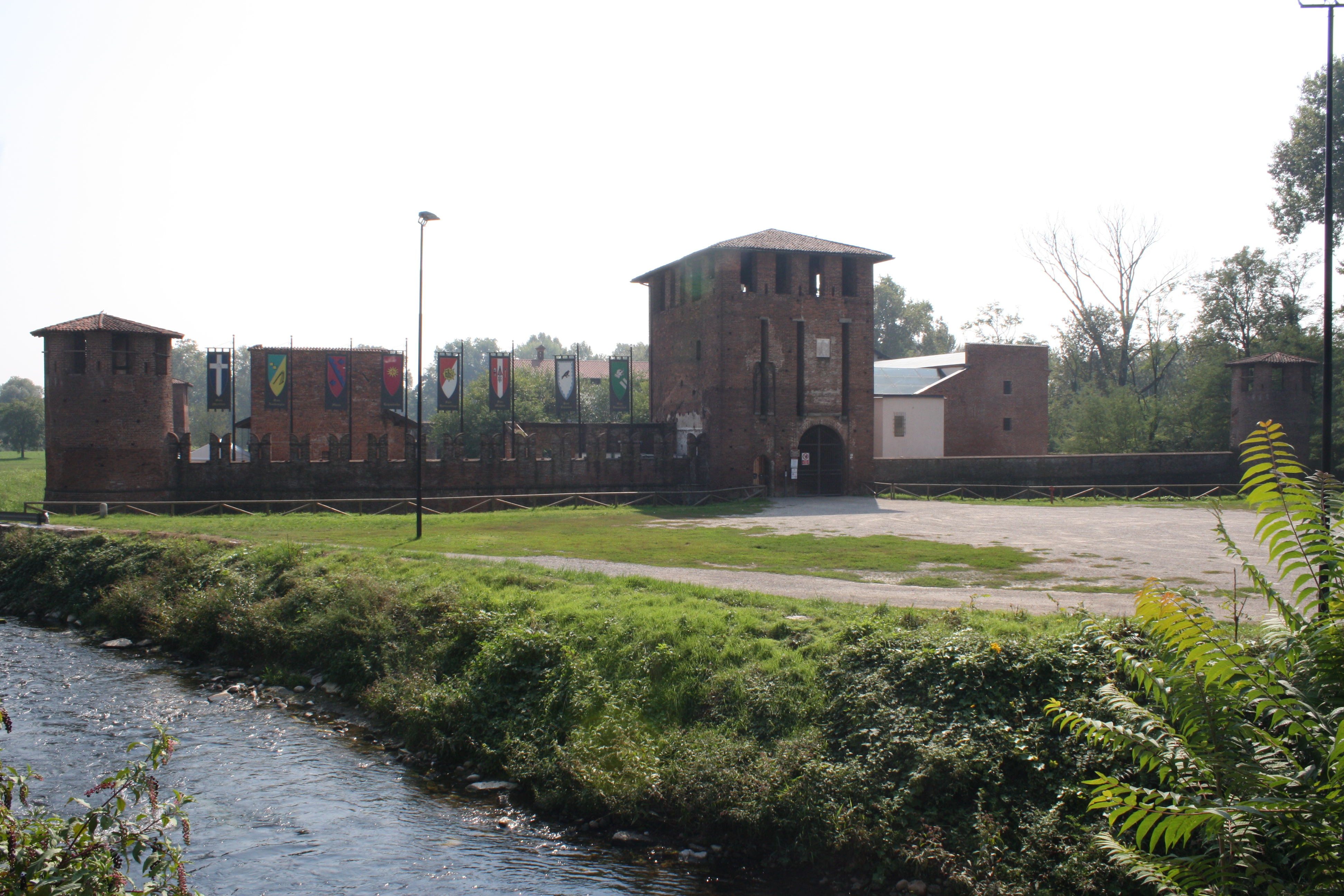
Vista da ovest del castello prima della sistemazione degli argini del fiume e del piazzale antistante la struttura. Sulla sinistra, il ramo principale dell'Olona

Nel 1445 Lampugnani ottenne il permesso di fortificare l'edificio, e l'anno successivo realizzò le torri, le mura difensive, un fossato allagabile e un ponte levatoio. Fino ad allora, come sistema difensivo, bastava la barriera creata naturalmente dall'Olona, ma le mutate tecniche di guerra resero necessario questo ulteriore ampliamento delle infrastrutture difensive del castello. Con questo ampliamento venne soppresso l'ingresso principale, che un tempo era sul lato di ponente, e venne costruito un nuovo e più grande torrione d'ingresso. Dopo la fortificazione, il castello Visconteo acquisì il ruolo di baluardo difensivo del contado milanese nord-occidentale sostituendo in tale funzione l'antico maniero dei Cotta, che si trovava sullo stesso luogo dove sorge il moderno palazzo Leone da Perego, in pieno centro cittadino.
Il castello era adoperato da Oldrado II Lampugnani più che altro come residenza estiva; tuttavia, essendo fortificato, rientrava comunque nel sistema di strutture militari che proteggeva Milano dagli attacchi nemici. Questi avamposti, oltre ad essere disposti lungo un ampio perimetro attorno al capoluogo meneghino, erano affidati a famiglie fedeli ai signori di Milano. Quando Oldrado II si trasferì al castello, il Maniero Lampugnani diventò residenza ufficiale di suo fratello Maffiolo. 

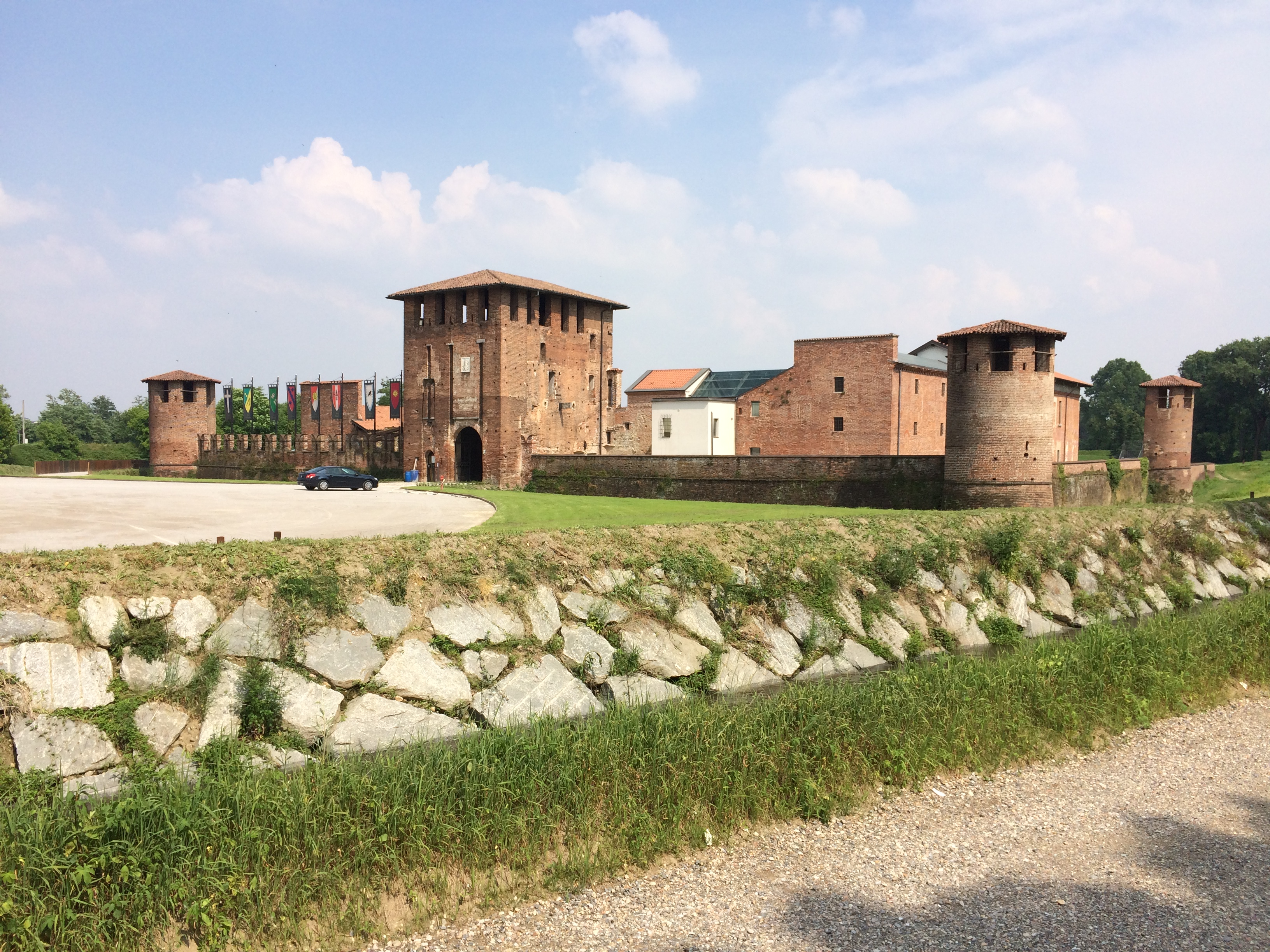
Vista da est del castello dopo la sistemazione degli argini del fiume e del piazzale antistante la fortificazione. Sulla destra, il ramo secondario del fiume Olona, l'Olonella, che con il corso principale del fiume forma l'isola su cui sorge la fortificazione

Nel 1448 Legnano fu teatro di una fase degli scontri tra gli Sforza e la repubblica milanese: parte dell'esercito di Francesco Sforza, il cui obiettivo era impadronirsi della signoria di Milano dopo la morte di Filippo Maria Visconti e la proclamazione della repubblica, si accampò a Legnano dopo aver conquistato Abbiategrasso; grazie al sostegno di Oldrado II Lampugnani, queste truppe espugnarono poi Busto Arsizio nonostante le lettere di supplica dei suoi abitanti, che vennero spedite allo Sforza con l'obiettivo di evitare l'attacco. Per questo aiuto decisivo a Francesco Sforza, il 19 aprile 1449, Oldrado II Lampugnani venne proclamato "ribelle" dalla repubblica milanese: come conseguenza, al Lampugnani vennero confiscate tutte le proprietà, castello compreso. Dopo la tregua tra la repubblica milanese e Francesco Sforza, Oldrado II Lampugnani riuscì a recuperare il prestigio perduto. Nel 1449 il castello di Legnano venne assediato ed espugnato da Francesco Piccinino, avversario di Francesco Sforza durante la guerra di successione al Ducato di Milano. Su un documento del 1530, in riferimento a questi fatti, si può leggere:
(Documento risalente al 1530)

#### I successori di Oldrado II

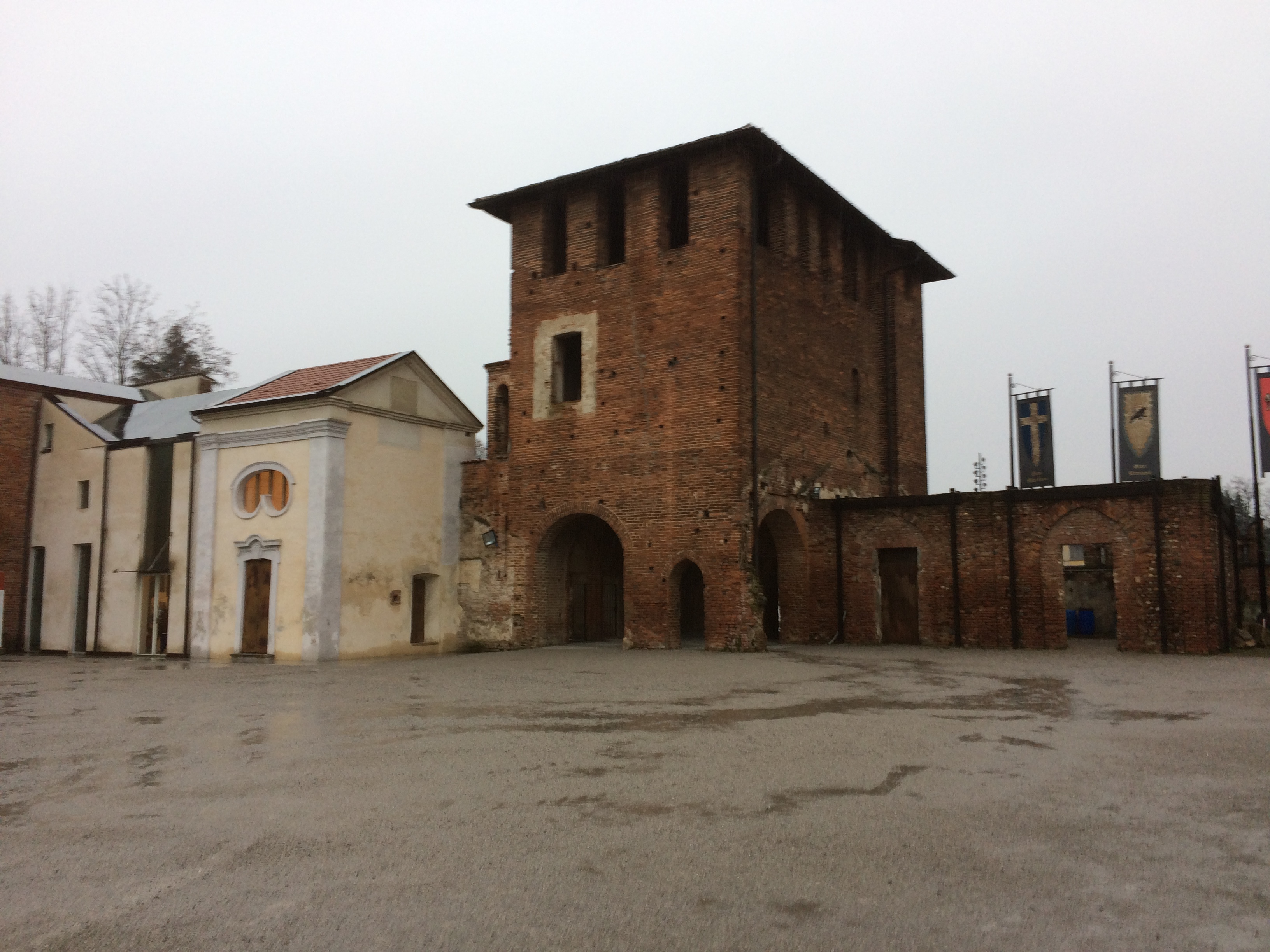
Cortile interno del castello. Sulla sinistra, la chiesetta di San Giorgio

Il castello di Legnano, alla morte di Oldrado II, che avvenne nel 1460, passò a suo nipote Giovanni Andrea Lampugnani, figlio di suo fratello Maffiolo, nel frattempo deceduto: Oldrado non aveva infatti figli maschi. A Giovanni Andrea, come possidente della fortezza legnanese, successe suo figlio Oldrado III Lampugnani. Oldrado III, che fu in seguito nominato senatore di Milano, fu costretto a fuggire esule in Francia seguendo Ludovico Sforza, che venne detronizzato da re Luigi XII di Francia durante l'invasione dell'esercito francese del Ducato di Milano; durante il suo esilio, al Lampugnani, gli furono confiscati tutti i beni, castello di Legnano compreso. Il comandante Teodoro Trivulzio, come rappresaglia per la fedeltà a Ludovico Sforza, nel 1524, incendiò il castello legnanese. Oldrado III, al suo ritorno nel Ducato di Milano, restaurò poi la storica residenza fortificata legnanese, visti gli ingenti danni subiti a causa delle fiamme.
Il castello di Legnano era considerato molto importante da un punto di vista strategico, tant'è che nel 1526, durante il terzo Ducato sforzesco, il capitano del Seprio Giovanni Arcimboldi, che aveva il proprio quartier generale a Gallarate e che aveva giurisdizione anche su Legnano, chiese alle autorità ducali e alla famiglia Lampugnani di poter usufruire della fortificazione legnanese. In quegli anni infuriava la guerra tra Francesco II Sforza e Carlo V d'Asburgo, imperatore del Sacro Romano Impero e re di Spagna, e un anno dopo la battaglia di Pavia (24 febbraio 1525), le truppe imperiali avevano il predominio militare in Italia: in particolare, nel nord ovest della Lombardia, gli spagnoli avevano il quartier generale ad Abbiategrasso, da cui riuscivano a controllare anche Legnano. Per tale motivo Giovanni Arcimboldi chiese, il 29 ottobre 1526, alle autorità milanesi, il permesso di usufruire del castello di Legnano, in modo tale da difendere sia Gallarate che Milano impedendo, tra l'altro, che i legnanesi versassero oboli agli spagnoli. Lo stralcio della richiesta recita:
(Giovanni Arcimboldi)

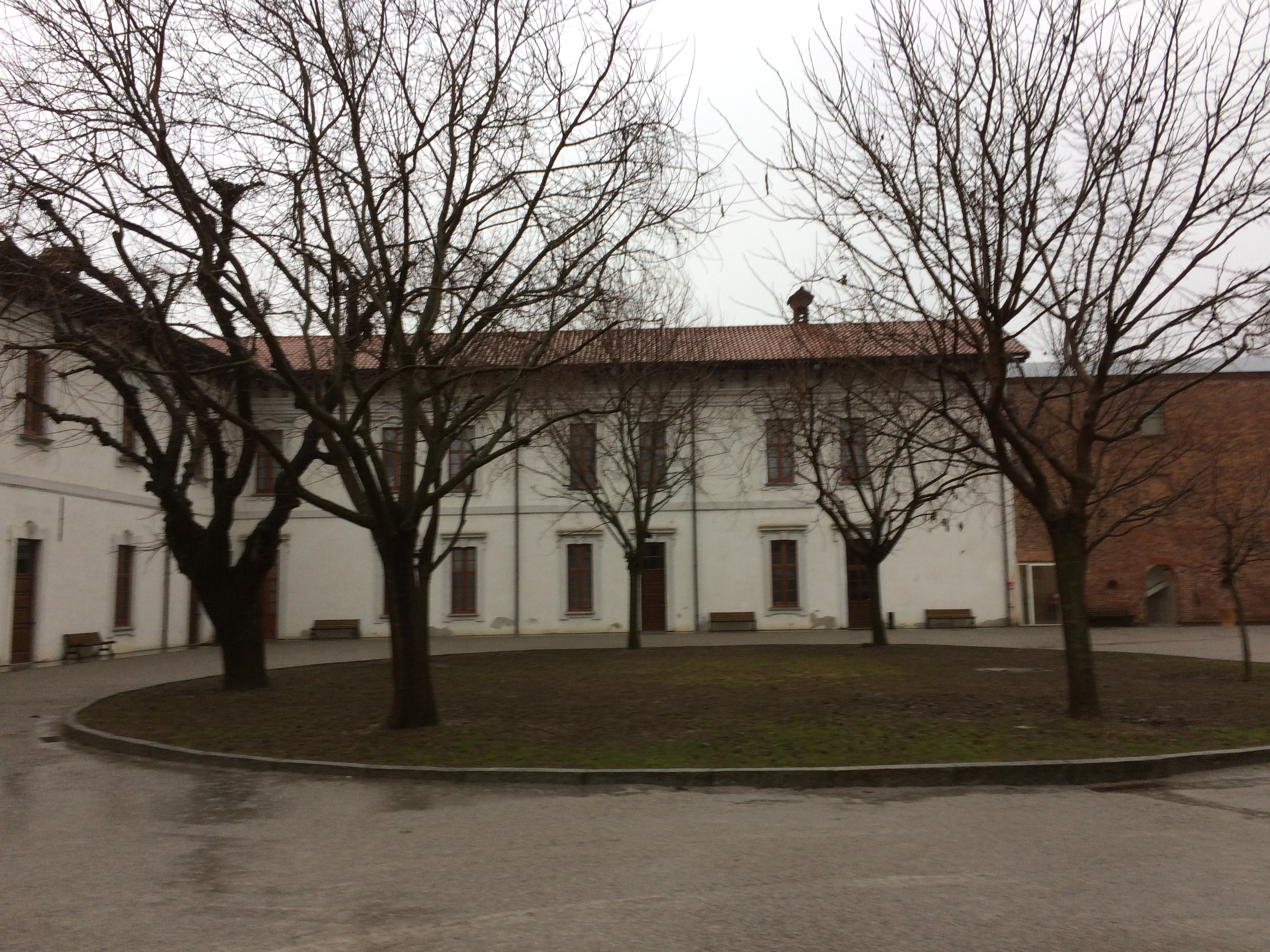
Cortile interno del castello. Sulla sinistra, la parte del castello intonacata di bianco in stile barocco

Oldrado III Lampugnani rispose poi affermativamente, concedendo però l'uso del castello al solo Giovanni Arcimboldi e non alle sue truppe, visto che la fortificazione legnanese non era in grado di ospitare, per ragioni di spazio, un'intera guarnigione; un altro motivo risiedeva nel fatto che il Lampugnani aveva già negato l'usufrutto del castello agli spagnoli e al Duca di Urbino e quindi, per non inimicarsi questi ultimi, non poteva dare un assenso completo all'altra fazione. Alla fine del 1526 il castello di Legnano fu oggetto di un assedio da parte delle truppe imperiali di Carlo V, che non andò a buon fine grazie alla robustezza della struttura. Su uno stralcio di una lettera datata 22 novembre 1526, ad assedio già avvenuto, scritta da Giovanni Arcimboldi e destinata alle autorità milanesi, si può infatti leggere:
(Giovanni Arcimboldi)
Nonostante il castello avesse iniziato a perdere la sua importanza strategica dal secolo precedente, il successivo passaggio di proprietà tra i membri della famiglia Lampugnani, resosi necessario dalla morte di Oldrado III, che avvenne nel 1528, non fu indolore, dato che fu caratterizzato da continue contese legali che andarono avanti per quasi due secoli. Le diatribe legali nacquero a causa del testamento di Ferdinando Lampugnani, figlio di Oldrado III, che previde il passaggio delle vaste proprietà della famiglia a più eredi legittimi e non più esclusivamente in via maschile primogenita.
I proprietari del castello successivi a Ferdinando Lampugnani furono Lucrezia e Ottavia Lampugnani, Alessandro Lampugnani, Isabella Lampugnani, Ferdinando II Lampugnani, Francesco Maria I Lampugnani, Giuseppe Lampugnani, Oldrado IV Lampugnani e Ferdinando III Lampugnani. La fortificazione è stata di proprietà dei Lampugnani fino al 1729, quando fu donato all'Ospedale Maggiore di Milano dall'ultimo discendente della famiglia, il conte Francesco Maria II Lampugnani, che si era assicurato la proprietà dopo i problemi legati alla successione e che non aveva eredi diretti. Francesco Maria II era figlio di Ferdinando III: fu unico erede del castello dopo la morte di suo fratello Giovanni Andrea II.

### I Cornaggia

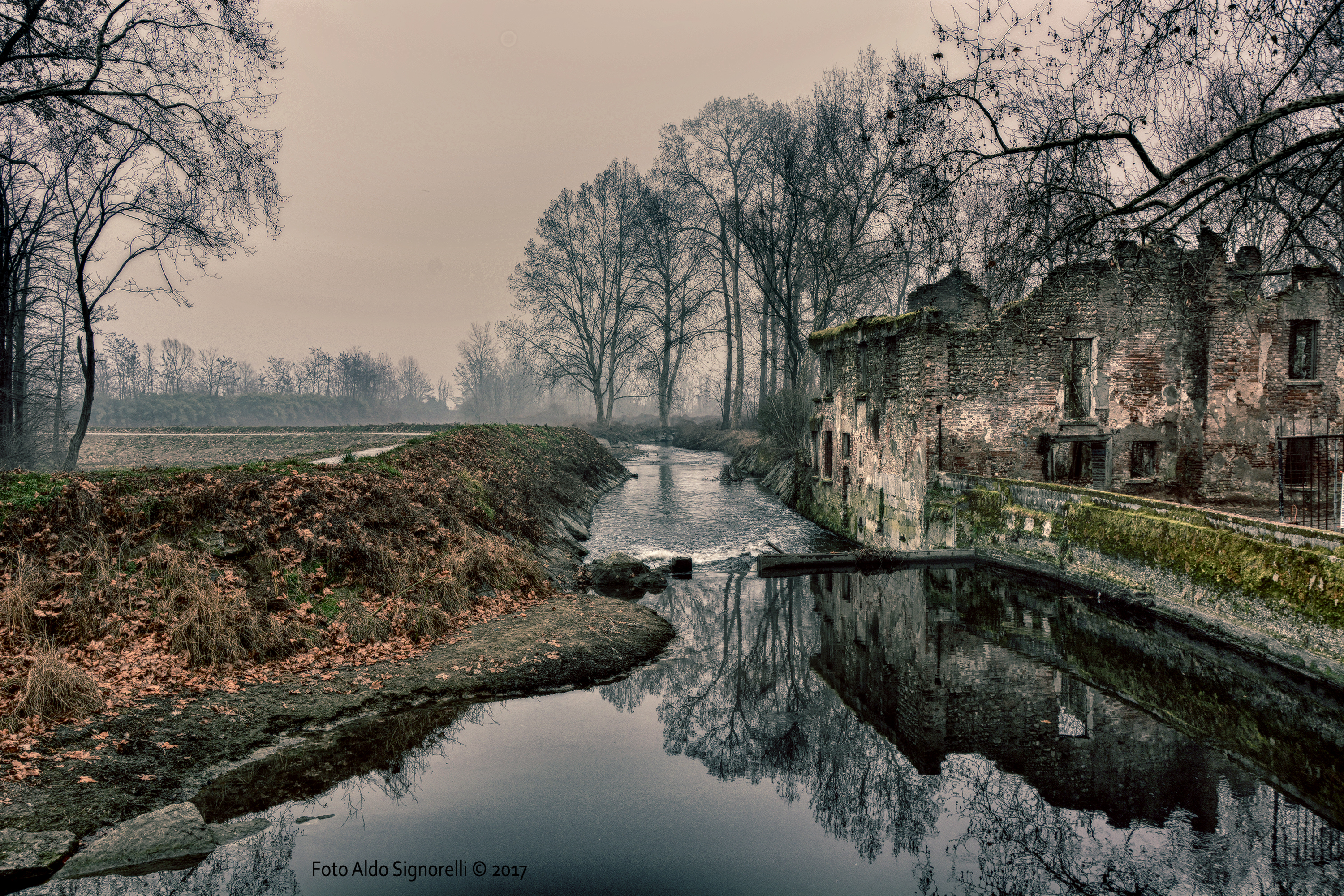
I resti del mulino Cornaggia a Legnano, che si trovano a valle del castello Visconteo

Nel 1798 il castello venne acquistato dal marchese Carlo Cristoforo Cornaggia per 124.620 lire insieme alle altre proprietà ad esso legate, compreso un mulino ad acqua lungo l'Olona, il cosiddetto mulino Cornaggia, che si trova a sud, poco lontano dalla fortificazione, anch'esso sull'isola dove sorge in castello. I Cornaggia erano una famiglia benestante originaria di Sedriano che commerciava cotone e che era presente a Legnano sin dal 1598. Nel 1748 i Cornaggia ampliarono le loro proprietà, e grazie all'acquisto del "feudo sulla Castellanza" dalla famiglia Crivelli, ottennero il titolo nobiliare di marchesi.
L'obiettivo dei nuovi proprietari era quello di farne la propria dimora gentilizia, riportando la struttura ai fasti di un tempo: conferma di questa volontà è l'aggiunta del loro stemma nobiliare a fianco di quello dei Lampugnani nei cartigli di famiglia. Fu proprio Carlo Cristoforo Cornaggia ad affrescare le torri di destra con motivi floreali. I Cornaggia utilizzarono il castello come residenza estiva fino alla fine del XIX secolo, quando decisero di non abitarlo più neppure durante la stagione più calda restando per tutto l'anno nella loro dimora signorile principale, che si trovava a Milano.
Di conseguenza, per il castello di Legnano, iniziò una fase di decadenza, non essendo più seguito direttamente dai loro proprietari. Nel 1883 i Cornaggia decisero di trasformare il castello in azienda agricola, viste le cospicue proprietà fondiare presenti nei suoi dintorni che fornivano una grande quantità di fieno: da dimora gentilizia venne convertito in semplice abitazione per contadini. Nell'occasione furono realizzate le stalle dei bovini da latte, ovvero il basso edificio che si trova, entrando dall'ingresso del torrione principale, frontalmente sulla parte laterale sinistra, e l'analoga bassa costruzione che è situata, sulla sinistra della parte del castello adibito a residenza signorile. Originariamente il numero di bovini ospitati arrivava a circa cinquanta capi.

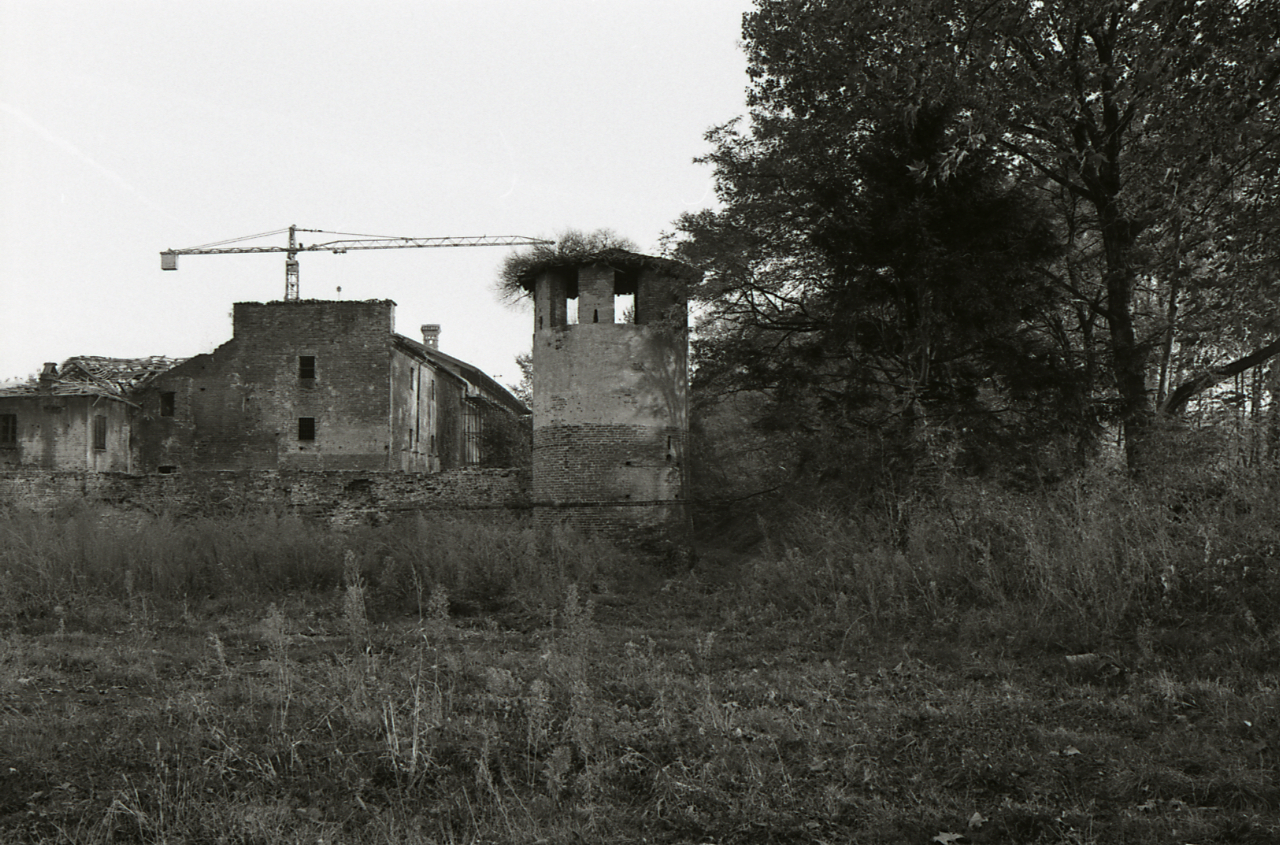
Il castello prima dei lavori di ristrutturazione

Fu probabilmente durante questo periodo che il castello fu spogliato di tutte le sue opere d'arte e del mobilio di pregio, come testimoniato anche da Guido Sutermeister. A tal proposito, il Sutermeister scrisse:
(Guido Sutermeister, Il castello di Legnano, 1940)
Sempre il Sutermeister osservava che i Cornaggia, che dimoravano nel castello solo in alcuni periodo dell'anno, quelli ottimali per seguire le attività agricole svolte nella loro tenuta, utilizzavano arredamenti della loro epoca, dato che il mobilio storico della fortificazione era già scomparso da tempo. Ancora nel 1940, anno in cui il Sutermeister scrisse la sua opera, era conservato, nella stanza sopra il salone d'onore, un letto in legno caratterizzato dalla presenza di quattro torciglioni a candelabre e dallo stile barocco appartenuto a Oldrado III Lampugnani, e quindi risalente al XVI secolo. Questo letto fu poi trasferito dai Cornaggia nella loro dimora gentilizia di Mozzate Seprio. All'epoca erano presenti anche alcuni quadri di una certa valenza artistica, come un Ecce Homo presumibilmente realizzato dal Guercino, che venne acquistato nel 1939 da un noto appassionato di storia e di arte di Legnano. Negli stessi anni un facoltoso aristocratico milanese acquistò due pregevoli tele ovali ottocentesche rappresentanti due membri della famiglia Cornaggia. 

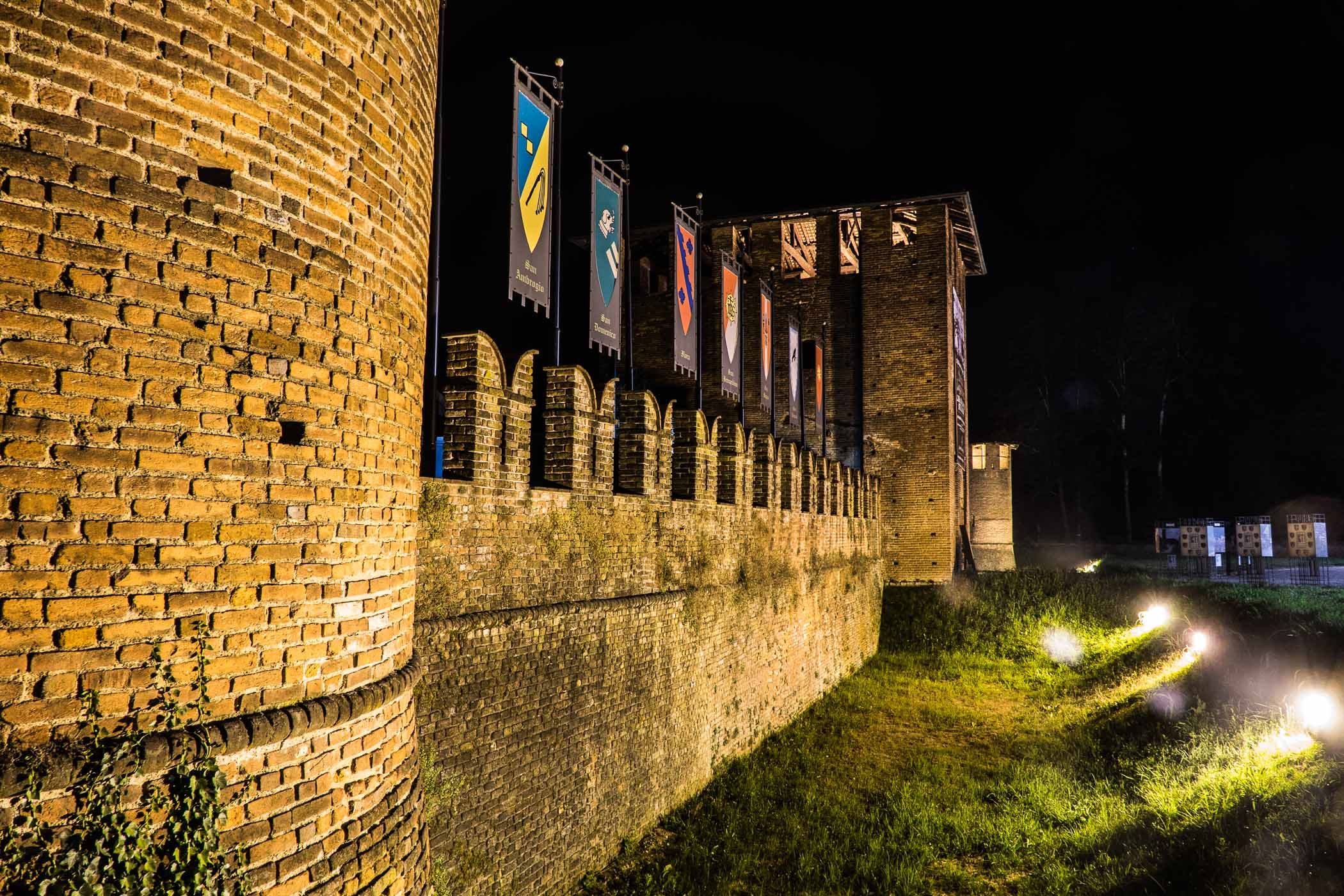
Scorcio in notturna del castello di Legnano. Al centro, dietro le merlature, gli stemmi delle otto contrade legnanesi

Fino al 1929 era anche presente un armadio realizzato nel XIX secolo che conteneva gli archivi storici del castello, documenti che risalivano fino al XVII secolo; poi sparì senza saperne la destinazione. Gli antichi camini del castello scomparvero in epoca imprecisata, dato che neppure il Sutermeister fu testimone della loro presenza. Alla Ca' Granda di Milano si trovano alcuni quadri che raffiguravano i membri della famiglia Lampugnani e che forse un tempo si trovavano nel castello: se effettivamente si trovassero nella fortificazione legnanese, non si conosce la data del loro trasferimento.

### L'acquisto da parte del comune di Legnano
Dopo che fu abbandonato dai Cornaggia, il maniero di San Giorgio non fu più oggetto di manutenzioni. In aggiunta i nuovi inquilini, ovvero il mezzadro e i contadini, modificarono la parte residenziale del castello con la realizzazione di mura di tramezzo all'interno dei locali più ampi. Nel 1963 il comune di Legnano firmò con gli eredi Cornaggia un contratto preliminare prevedente la vendita dello storico immobile. Questo primo compromesso di cessione fu modificato più volte, soprattutto a causa della futura destinazione del castello, delle zone contigue e delle aree circostanti, che fu oggetto di ampia discussione. Queste ultime, nel 1976, verranno poi trasformate nel Parco locale del bosco di Legnano, mentre il castello sarebbe stato destinato, come deciso, a manifestazioni culturali.
L'iter di acquisto terminò nel 1973, con l'acquisizione, da parte del comune di Legnano, del castello, del mulino Cornaggia e di 240.000 metri quadri di terreno circostante. Dopo decenni di degrado ed incuria il castello è stato ristrutturato dall'architetto Luigi Ferrario e riaperto al pubblico nel 2005. Dal 2007, facendo parte del progetto SALe Legnano, è sede espositiva insieme a palazzo Leone da Perego. All'interno del castello Visconteo ha sede il "collegio dei capitani e delle contrade", ovvero un organismo che ha la funzione di coordinare le attività, le azioni e gli intenti dei capitani delle contrade legnanesi, cioè dei rioni storici che partecipano annualmente al Palio di Legnano.

## Il complesso architettonico

### I resti dell'antica torre di vedetta

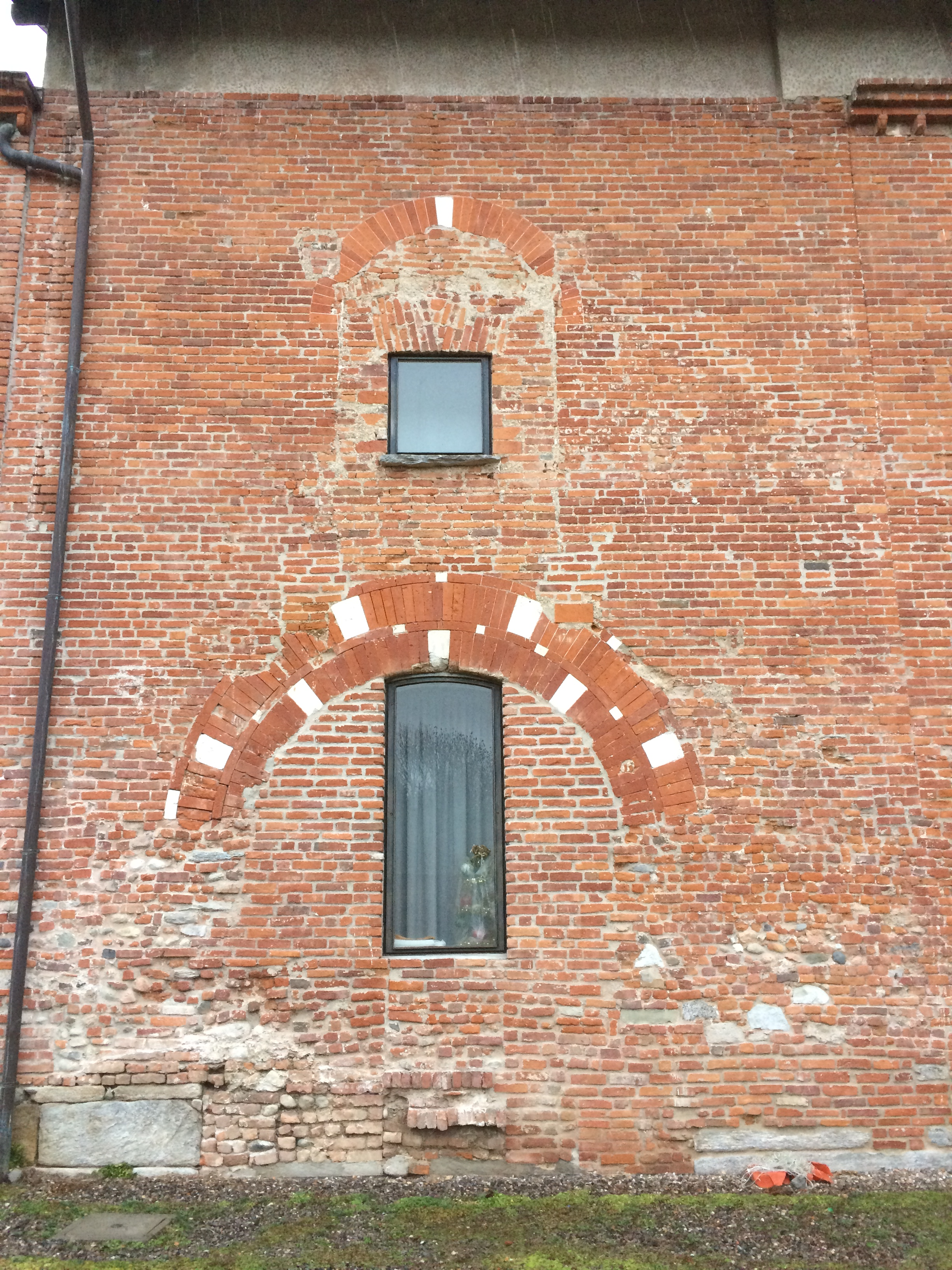
I resti dell'antica torre di avvistamento, risalenti al 1231 e in seguito inglobati nell'edificio

La parte inferiore della torre d'avvistamento, che venne realizzata presumibilmente nel 1231 e che appartenne all'antico convento, è ancora visibile nella struttura moderna: questa costruzione, che è la parte più antica della fortificazione legnanese, è stata infatti inglobata nel castello e corrisponde alla porzione centrale dell'ala che si trova subito alla destra del torrione principale. 

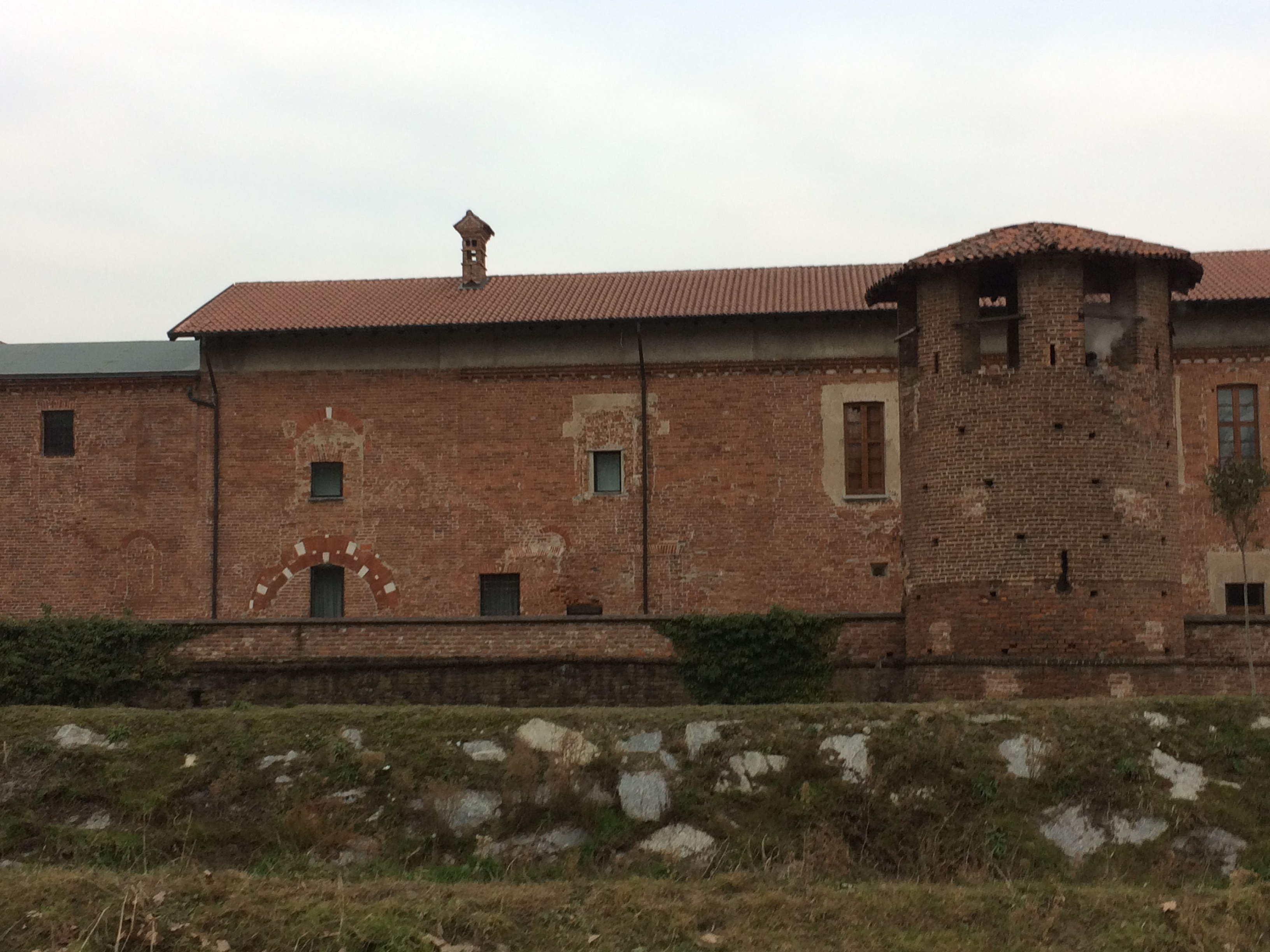
Sulla sinistra, i resti dell'antica torre di avvistamento, in seguito inglobati nell'edificio

I resti della torre hanno forma quadrata e possiedono uno spigolo di 7,5 m. Le finestre e le porte, che in seguito sono state murate, erano monofore ad arco e sono ancora riconoscibili nella struttura moderna: gli archi erano realizzati in mattoni a concio in cotto e in marmo bianco. In corrispondenza di questa torre era presente l'entrata originaria della struttura, che è ancora riconoscibile sul lato ovest sebbene sia stata murata: è caratterizzata da un ampio arco di mattoni impreziosito da inserti in marmo bianco. Il nome o la famiglia del costruttore della torre di avvistamento sono però incerti. Come già accennato, secondo alcuni studi, la torre potrebbe essere stata realizzata da Uberto Visconti, oppure dai proprietari successivi del castello, i Della Torre.
La maggiore antichità di questa parte del castello è anche indicata dall'aspetto dei muri esterni, che sono più grezzi e risultano diversi dalla quelli della restante parte della struttura, oltre che dal livello dei pavimenti originali, che è più basso di 1,5 m rispetto dal resto del suolo di calpestio. Lavori eseguiti nel XV secolo hanno poi riportato tutti i pavimenti allo stesso livello. In origine, questa porzione dell'edificio, quando fungeva da torre, era più alta ed era provvista, nella parte superiore, di un ulteriore piano contraddistinto da merlature difensive.
Per quanto riguarda le decorazioni, quelle del pian terreno sono comparse, mentre al piano superiore sono presenti della affrescature di epoca rinascimentale. Quando il castello fu trasformato in tenuta agricola, nell'originaria torre d'avvistamento vennero allocati i torchi vinari: di questo uso sono rimaste le canalizzazioni scavate sul pavimento in pietra che servivano a convogliare il mosto. Sono giunti sino al XXI secolo anche i fori dei ponteggi che vennero utilizzati all'epoca per effettuare i lavori di questa conversione: sono delle nicchie grezze di forma di capanna e che si possono distintamente vedere sulle pareti di questa porzione del castello.

### Gli edifici costruiti dai Della Torre

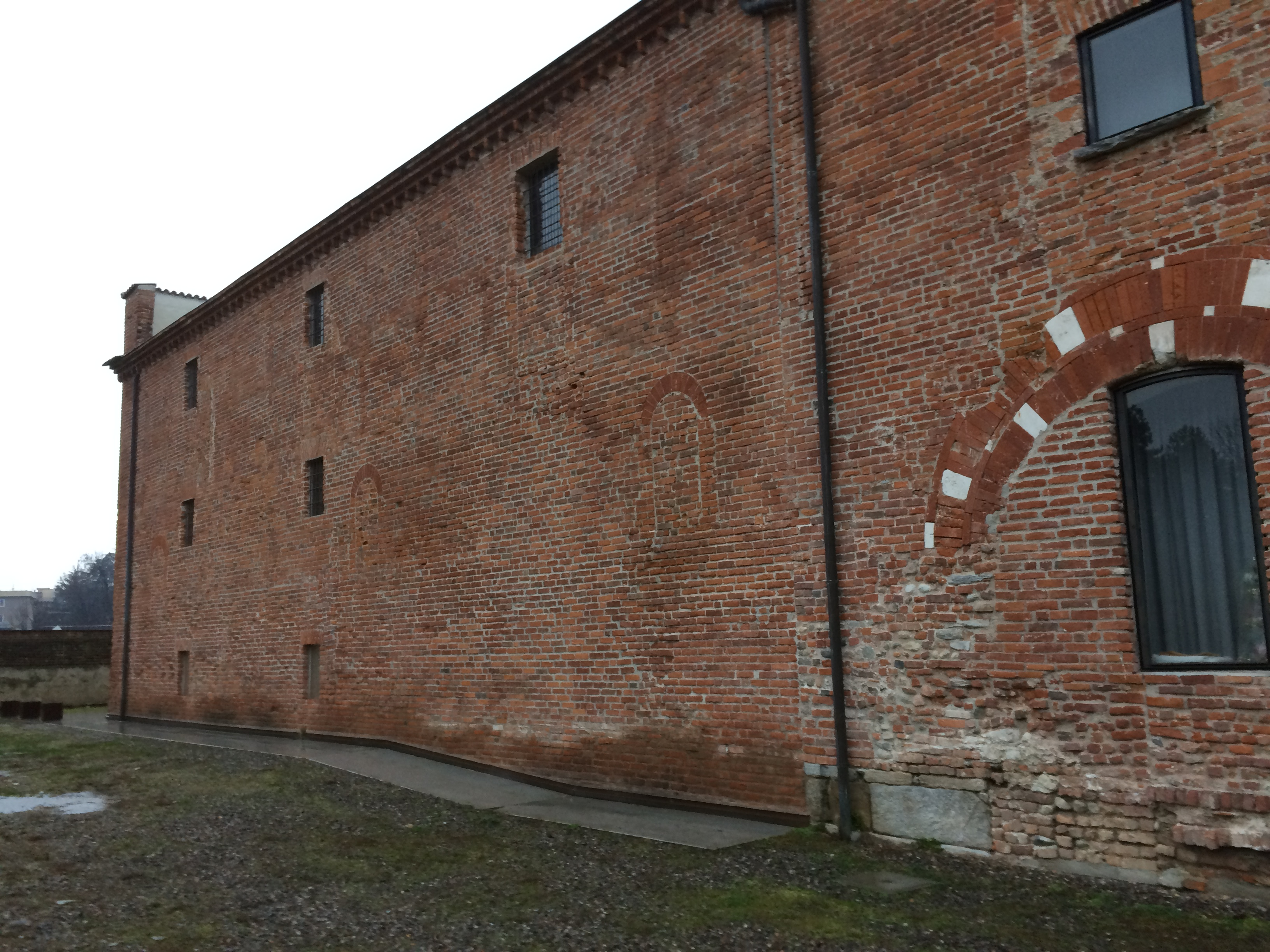
Sulla sinistra, la parte di edificio costruito tra il 1261 e il 1273 dai Della Torre. Si trova a nord dei resti della torre d'avvistamento, verso viale Toselli

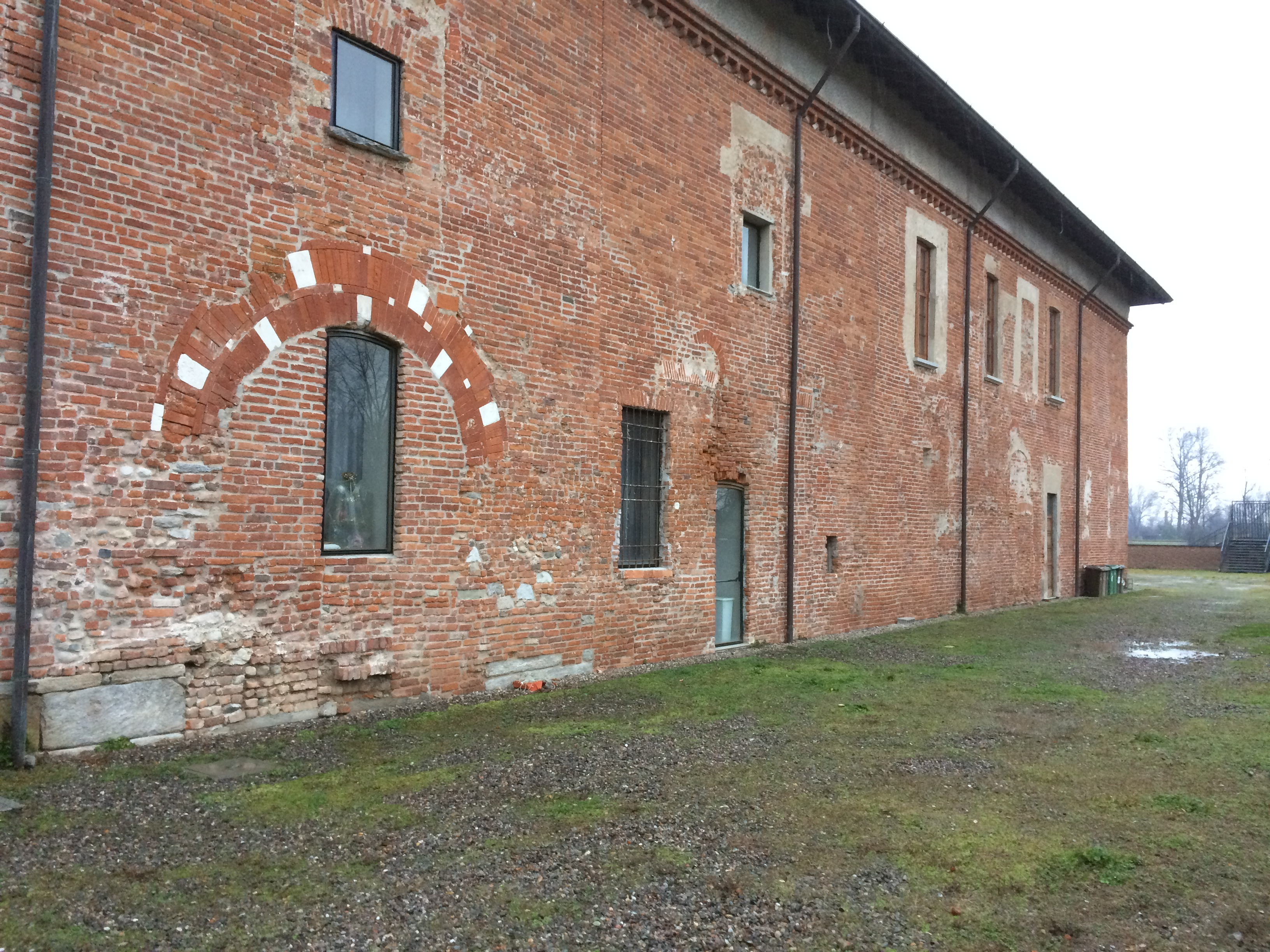
Sulla destra, la parte di edificio costruito tra il 1261 e il 1273 dai Della Torre e ricostruito tra il 1523 e il 1528 da Oldrado III Lampugnani

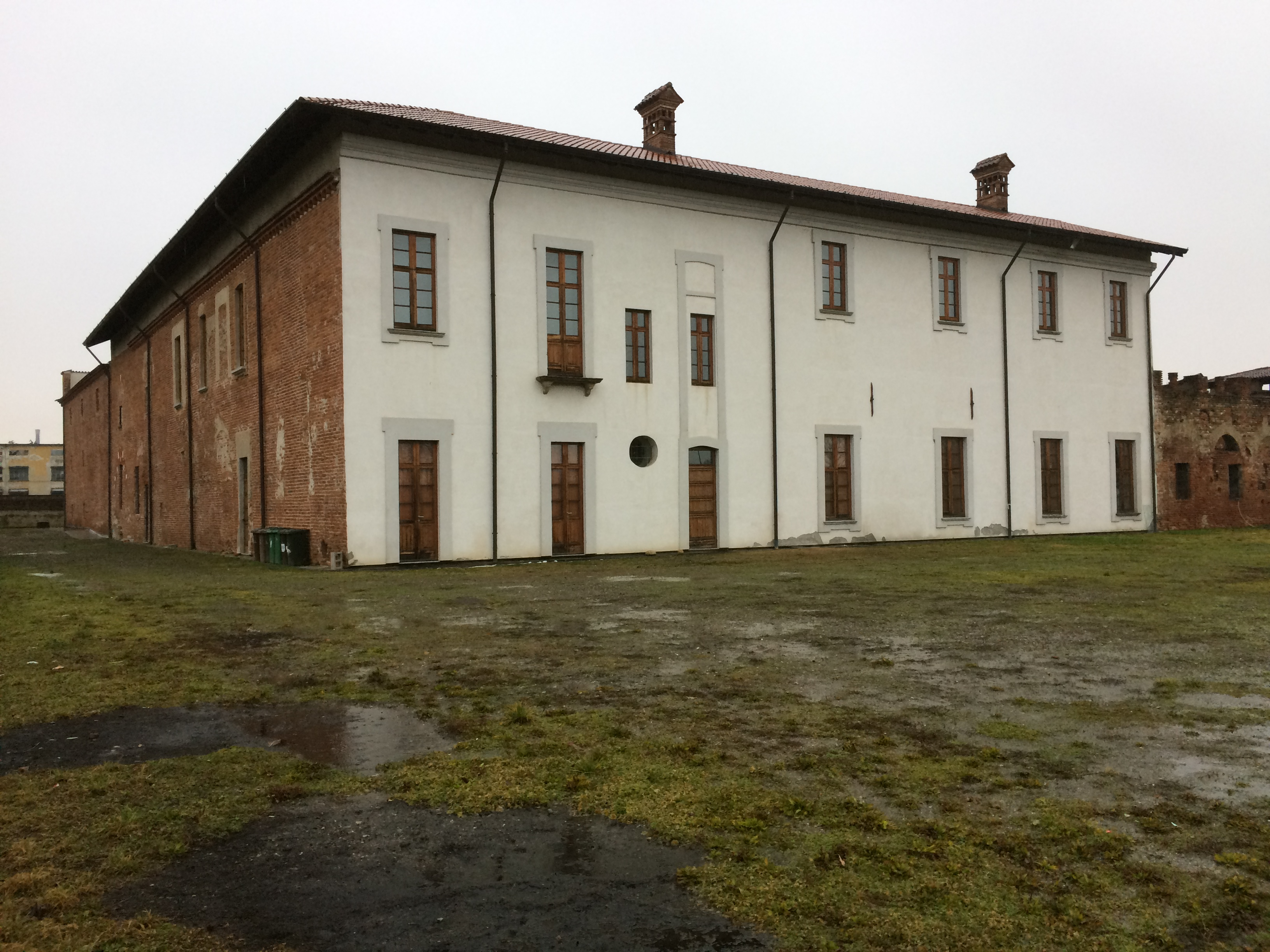
La parte sud-ovest del castello. Sulla destra, intonacata di bianco in stile barocco, l'ala costruita da Oldrado II Lampugnani nel XV secolo, mentre sulla sinistra è presente, adiacente a quest'ultima, l'altra parte del castello (dai muri in mattoni a vista) costruita tra il 1261 e il 1273 dai Della Torre e ricostruita tra il 1523 e il 1528 da Oldrado III Lampugnani

Dopo l'acquisizione del convento e dei terreni connessi, i Della Torre costruirono altri due edifici. Il primo, che ha dimensioni 20 m per 7,5 m e che è stato edificato tra il 1261 e il 1273, è quello che si trova a nord dei resti della torre d'avvistamento dell'antico convento: è quindi situato parallelamente all'Olona e verso il moderno viale Toselli. Anche in questo caso, le originarie finestre ad arco sono state murate. Anche in questo caso gli archi erano realizzati a concio in cotto e in marmo bianco: i resti delle antiche finestre sono però completamente scomparsi a causa di alcuni restauri successivi che hanno coinvolto l'esterno dell'edificio e che sono stati compiuti da Oldrado III Lampugnani nel XVI secolo. Inoltre, con la trasformazione del castello in tenuta agricola, dagli originari due piani si è passati a tre con il cambio di destinazione d'uso, che fu trasformata da residenziale a magazzino: in particolare nello scantinato furono collocati i tini e le botti per la produzione del vino, mentre i due piani superiori vennero adibiti a magazzino per le derrate alimentari.
L'altro edificio, che è stato anch'esso originariamente costruito dai Della Torre tra il 1261 e il 1273, era l'ala che si trovava a sud della torre originaria dell'antico convento, anch'essa parallela all'Olona: tale edificio è stato poi sostituito da un nuovo complesso che è stato ricostruito e poi ampliato tra il 1523 e il 1528 da Oldrado III Lampugnani. Secondo altri autori, questo secondo edificio venne realizzato successivamente da Oldrado II Lampugnani. Della vecchia costruzione duecentesca sono rimasti alcuni muri che sono ancora caratterizzati dalla presenza delle antiche finestre ad arco, che sono però murate da Oldrado III Lampugnani nel XVI secolo: quest'ultimo realizzò anche l'intonaco bianco esterno in stile barocco. Altri resti della costruzione duecentesca, questa volta più tangibili, sono la parte dell'edificio immediatamente adiacente all'antica torre di vedetta, che ha uno stile simile differente e corrispondente a quello di quest'ultima. Questo ala ha dimensioni 7,5 m per 30 m.
Proseguendo verso sud, l'aspetto di questo edificio infatti cambia: prova di questo mutamento è lo stile delle finestre, che è diverso. In questa ala sono presenti, al pianterreno, i locali dove abitavano i Lampugnani, stanze che sono caratterizzate dall'assenza di decorazioni e da soffitti a cassettoni, mentre al piano superiore sono situate due stanze da notte, che sono affrescate da motivi che rappresentano delle tarsie marmoree. Queste decorazioni sono state realizzate nel XVI secolo dal pittore Gian Giacomo Lampugnani, che seguì, tra l'altro, anche la costruzione la basilica di San Magno: il Lampugnani eseguì anche le prime decorazioni della maggiore chiesa legnanese. Nella seconda stanza da letto è presente una piccola nicchia che serviva come armadio per la proprietaria e dov'è affrescata una testa femminile dal soggetto sconosciuto. Tutte le stanze di questo edificio sono dotate di camini, focolari che presentano un aspetto rustico che è ben lontano dai camini ricercati e riccamente decorati delle altre dimore gentilizie di Legnano. Questo edificio era dotato di un sistema di riscaldamento ad aria calda che era formato da tubi in terracotta, griglie e focolari, e che serviva a riscaldare tutta l'ala sud del castello.

### La chiesetta di San Giorgio

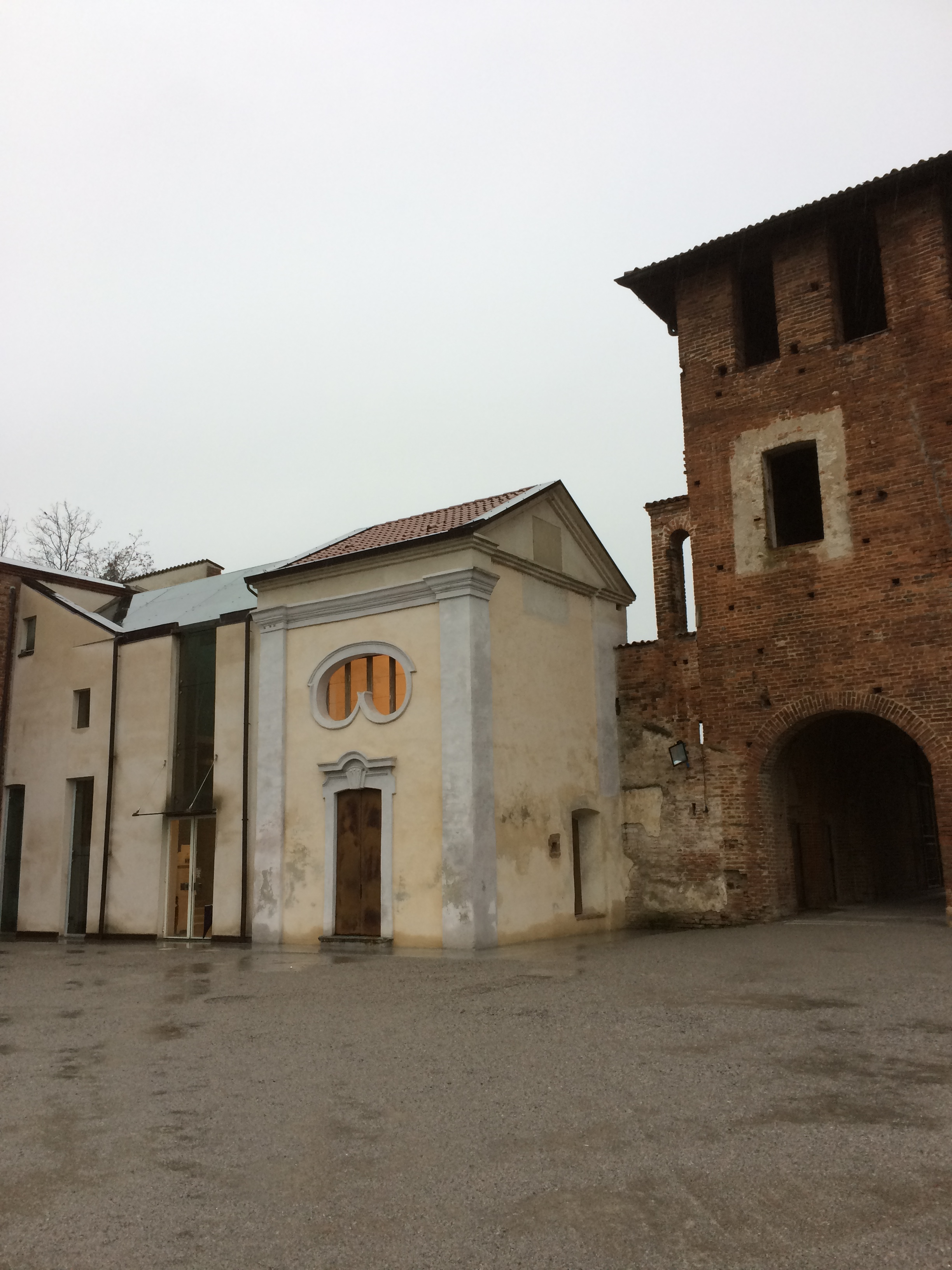
Sulla sinistra, a fianco del torrione principale, la chiesetta di San Giorgio, che risale al 1440

Nel perimetro del castello è ancora presente una chiesetta dedicata a San Giorgio che è stata edificata nel 1440 probabilmente sulle vestigia del tempio appartenente all'antico convento di Regolari Agostiniani. Questa ipotesi si basa su una comune usanza in voga per secoli: dare agli edifici dall'uso similare che si sono susseguiti nello stesso luogo lo stesso nome oppure, in presenza di costruzioni religiose, dedicare la struttura allo stesso santo. La chiesetta originaria potrebbe essere stata da sempre presente all'interno del convento dei Regolari Agostiniani, oppure potrebbe essere stata realizzata dai Della Torre. Altra congettura considera l'ipotesi che la chiesetta originaria sia stata aperta al culto da Ottone Visconti, che dimorò nel castello e che potrebbe avere avuto bisogno di una chiesa per officiare le funzioni religiose, essendo un sacerdote. Come risulta dal citato atto notarile datato 14 ottobre 1261, quello relativo all'abbandono del convento da parte dei monaci Regolari Agostiniani, la primigenia chiesetta di San Giorgio sicuramente esisteva almeno da trent'anni: venne quindi realizzata prima del 1231.

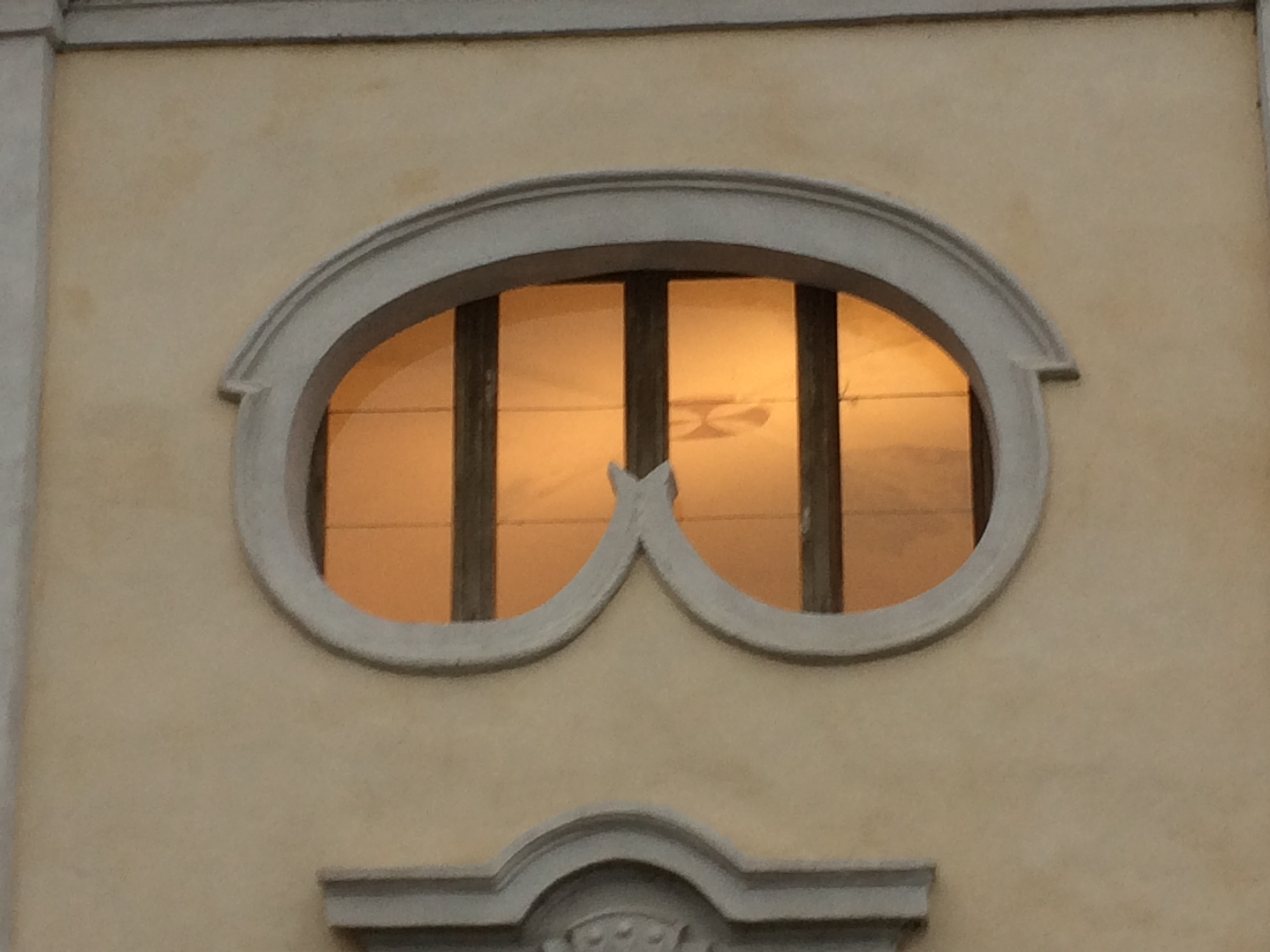
Particolare della chiesetta di San Giorgio

Altri documenti dove viene menzionata la chiesa moderna sono datati 1580, 1640, 1686, 1779 e 1845, seppure l'edificio di culto venga citato con intitolazioni diverse. Il documento del 1580, che richiama a sua volta uno scritto del 1262, riporta il nome di "oratori di San Maiolo", mentre la testimonianza scritta del 1640, che è stata redatta da Agostino Pozzo, prevosto di San Magno dal 1628 al 1653, chiama l'edificio sacro con il nome di "oratorio privato di San Giorgio". Sui documenti del 1686 e del 1779 il nome è ribadito in "chiesa di San Giorgio", mentre sulla testimonianza scritta del 1845 viene riportata la dedicazione a Sant'Angelo. Nel corso dei secoli sono poi spariti tutti gli eventuali riferimenti, per esempio sugli affreschi, che avrebbero potuto menzionare la dedicazione di questo luogo di culto. La dedicazione della chiesetta a San Giorgio è però ribadita da Guido Sutermeister in un suo scritto:
(Guido Sutermeister, Notizie Archeologiche Zona Legnanese. Notizie storiche Castello di Legnano. Tutela paesaggio., 1956)
La fortificazione legnanese era comunemente chiamata "castello di San Giorgio" (lat. Castrum Sancti Georgi) soprattutto nei documenti risalenti al XIV, XV e XVI secolo, poi iniziò a prevalere la denominazione "castello di Legnano". Un tempo la chiesetta di San Giorgio includeva anche un locale situato a destra del torrione principale che era affrescato con soggetti floreali e che è diventato la guardiola d'ingresso del castello. La chiesetta è stata poi ristrutturata nel XIX secolo dai marchesi Cornaggia, che rifecero la volta e la facciata.
Questo edificio religioso è stato utilizzato sia come luogo di culto privato che come tomba di famiglia. Per quanto riguarda le opere d'arte, la chiesetta è priva di decorazioni murarie ad eccezione delle iscrizioni tombali. È presente solamente un quadro che raffigura san Giorgio e che è databile alla prima parte del XIX secolo.

### Gli ampliamenti dei Lampugnani

#### Il torrione principale

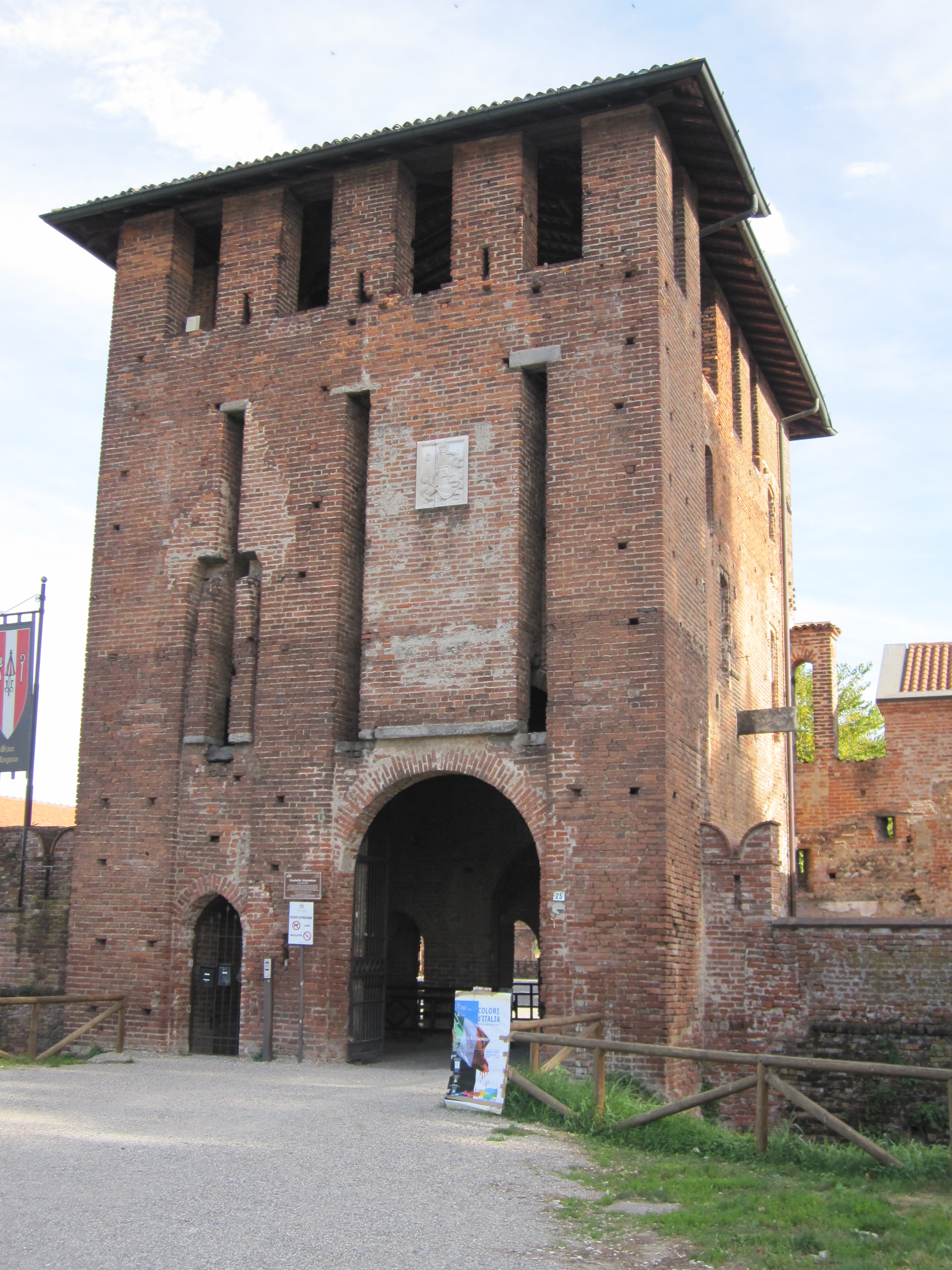
Il torrione principale, che fu realizzato tra il 1437 e il 1445, ritratto dal piazzale antistante al castello

Il torrione principale fu realizzato tra il 1437 e il 1445 da Oldrado II Lampugnani. Questa struttura difensiva, che è posta verso nord, ha base rettangolare (9,2 per 14 m) ed è alta 16,5 m dal piano stradale. Tale torre, che era la parte difensiva più importante del castello, comprende l'ingresso principale della struttura: con la sua costruzione, l'entrata si spostò da ovest, cioè dall'originaria torre di vedetta, a nord. Nel torrione principale sono presenti due ambienti ai piani superiori che un tempo servivano per l'alloggiamento della guardia e del capitano d'arme: ci si saliva tramite una scala esterna in legno che era sostenuta da mensole di serizzo. In seguito questa scala fu eliminata e venne sostituita da un'analoga struttura interna in muratura che si trova sulla destra appena superato l'ingresso. In cima è anche presente un solaio

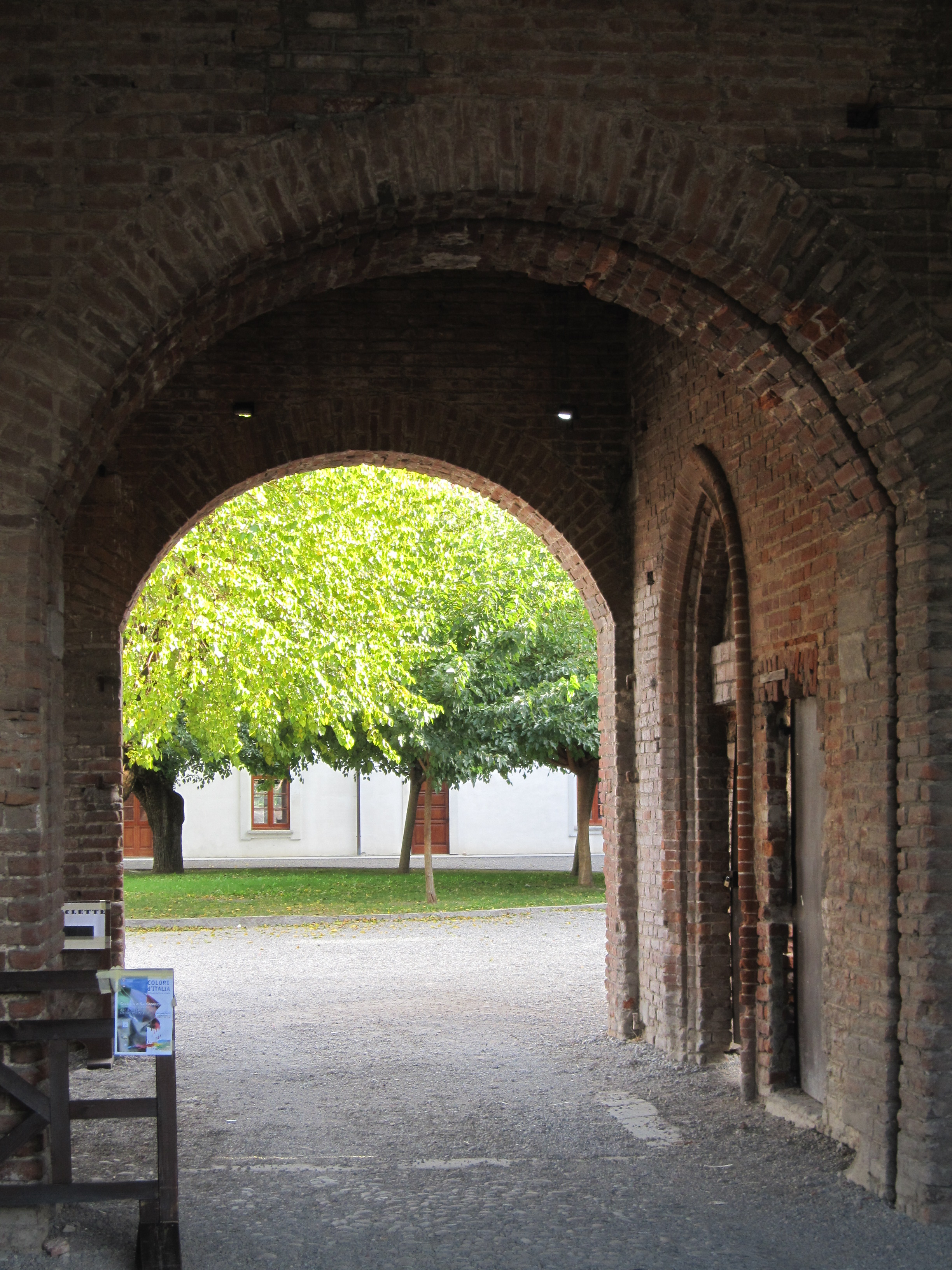
L'ingresso del castello, che si trova in corrispondenza del torrione principale

Su questo edificio, sopra l'entrata, è collocato uno stemma in marmo di Candoglia di dimensioni 1 per 1,2 metri piuttosto elaborato, della famiglia Lampugnani: sopra questo blasone è presente un elmo a celata che sottolinea la qualità militare di Oldrado II; è poi collocata una gerla contenente un agnello, simbolo della sua mitezza di base, il quale ha in bocca una camarra, che serve a domare i cavalli focosi e che è simbolo del comando di cavalleria. Lo stemma è completato dalle sue iniziali, da una pigna e da alcuni rami di pino, di cui non si conosce il significato, e una croce di Malta, che si trova sul collo del cimiero e che è stata riconosciuta a Oldrado II per il ruolo che il nobile Lampugnani ha avuto in alcuni negoziati tra il Duca di Milano e il re di Cipro. Sulla facciata del torrione principale erano presenti alcuni affreschi, di cui rimane solo qualche traccia, che avrebbero potuto rappresentare san Giorgio o uno stemma nobiliare.
Come già accennato, Oldrado II Lampugnani ha scavato anche un fossato intorno alla struttura, che era allagabile grazie a un sistema di chiuse installate sulle rive dell'Olona, ed ha realizzato un ponte levatoio davanti all'ingresso principale. Il fossato, in particolare, era efficace anche d'inverno: quando la superficie dell'acqua gelava, occorreva semplicemente aprire la chiusa e svuotare in bacino in modo tale da far cadere il ghiaccio sulle pareti scoscese del fossato.
Oltre al ponte levatoio, in corrispondenza dell'ingresso principale era un tempo presente un'inferriata che poteva essere abbassata per impedire l'ingresso degli aggressori, assalitori che potevano essere subissati dai colpi inferti dai soldati appostati nei piani superiori del torrione. Questa guarnigione poteva difendere l'ingresso del castello anche grazie ad alcune botole che si potevano aprire sopra gli aggressori, oltre che dalle feritoie e dalle passerelle in legno situate nel cortile che davano verso il torrione.
Sia l'inferriata che il ponte levatoio, meccanismi compresi, furono eliminati durante il periodo in cui il castello era utilizzato come azienda agricola dai Cornaggia. Fino al XX secolo al pianterreno del torrione principale si trovava una bilancia a ponte che serviva per pesare i carri agricoli.

#### Le mura e il cortile

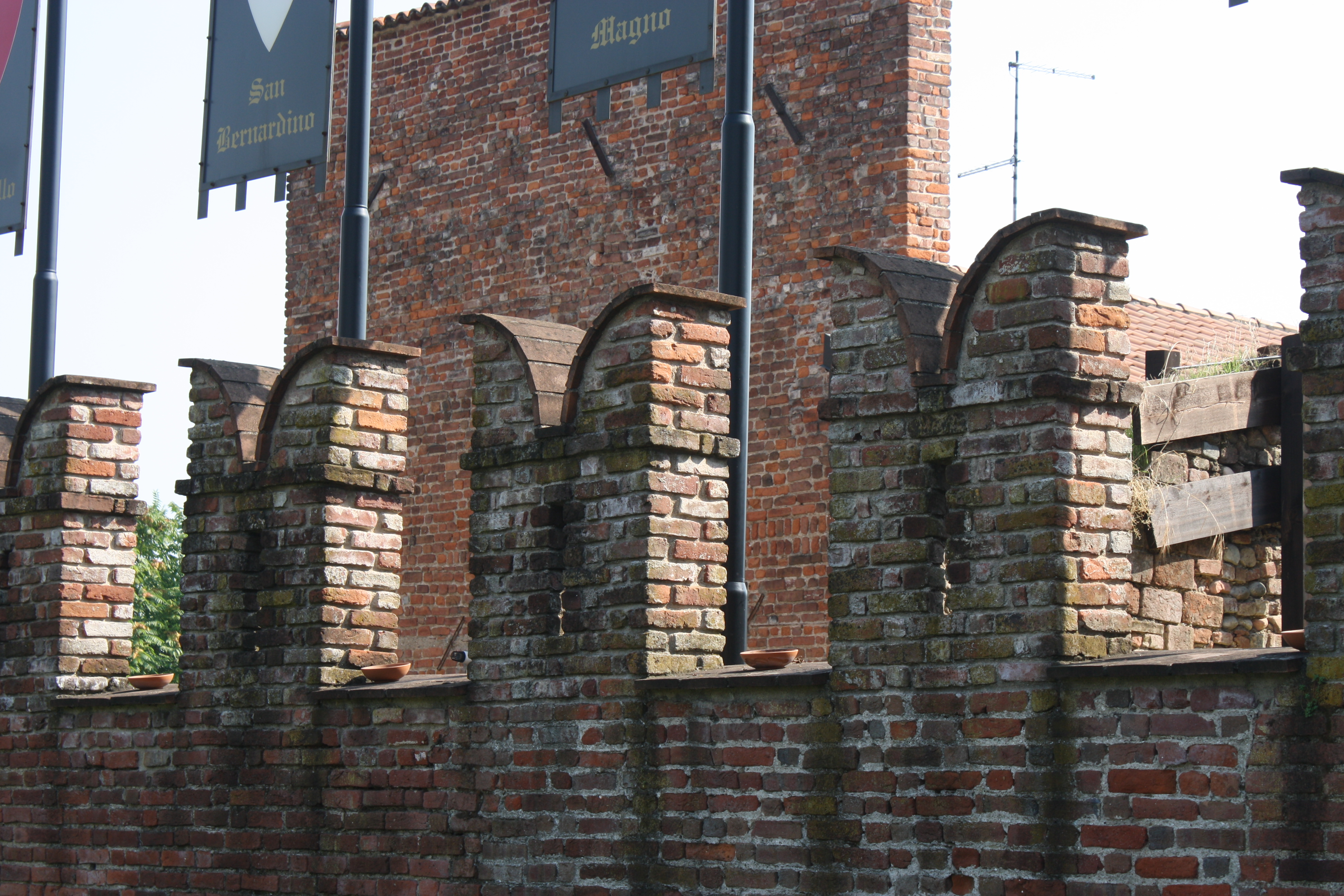
Le merlature delle mura difensive a nord del complesso, che sono state realizzate nel XV secolo da Oldrado II Lampugnani

Oldrado II Lampugnani ha costruito anche le robuste mura che racchiudono la struttura e che hanno uno spessore compreso tra uno e due metri e un'altezza di 5,2 metri dal fondo del fossato. Un tempo avevano un perimetro di 80 m per 120 m, mentre oggi descrivono un rettangolo di 80 m per 70 m.
Le mura, ai tempi di Oldrado II, erano perimetrate da una passerella interna in legno che collegava le sei torri minori. In origine era presente anche un'altra passerella aerea in legno che collegava direttamente il camminamento intorno alle mura con le stanze situate al primo piano nella parte dell'edificio che corrisponde all'antica torre di vedetta. Questo camminamento venne eliminato nel XVI secolo da Oldrado III Lampugnani. 

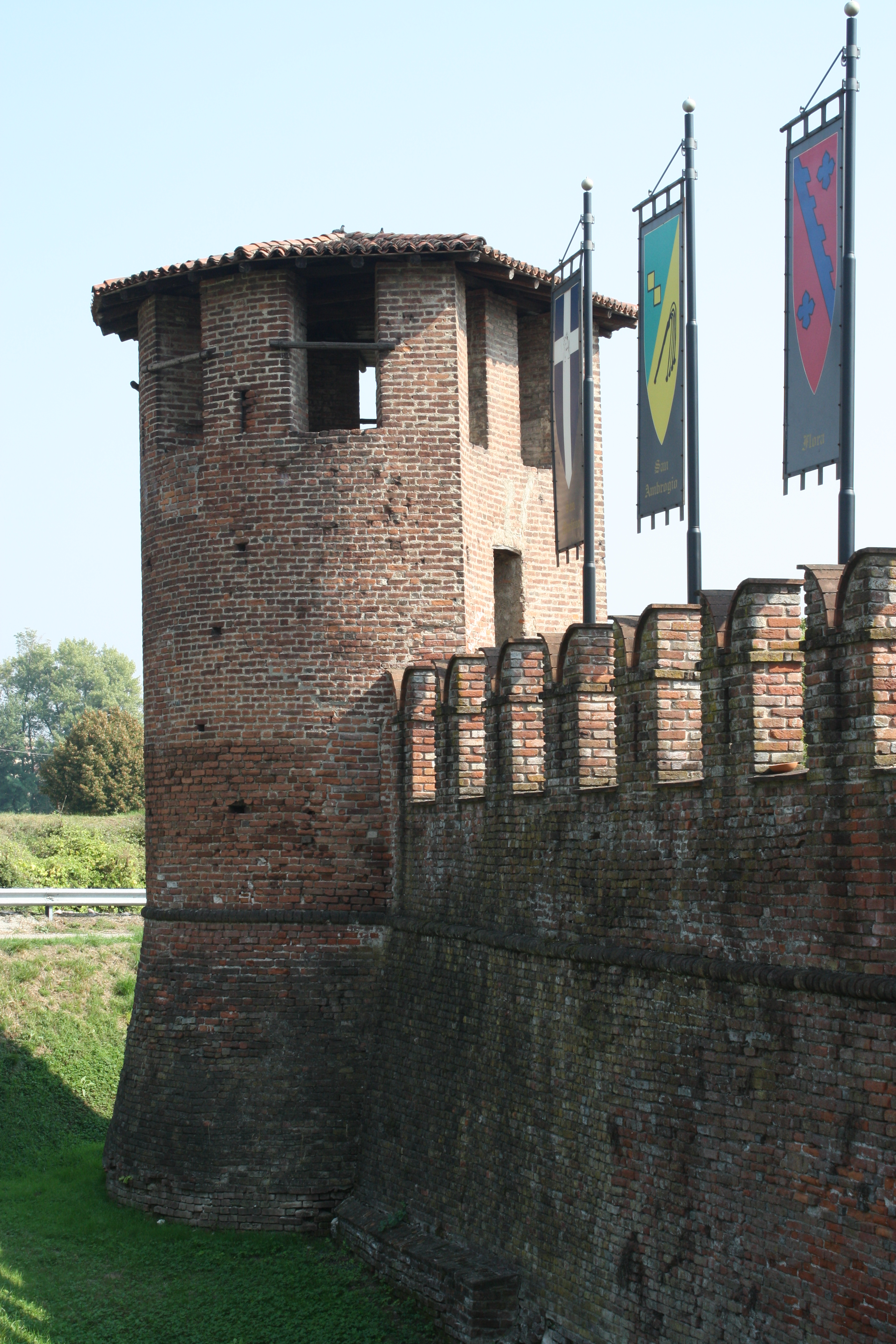
Una delle torri difensive, che sono state costruite nel XV secolo da Oldrado II Lampugnani

Nell'occasione Oldrado III Lampugnani modificò anche l'aspetto del cortile interno, facendo realizzare sulle facciate esterne dell'ala sud del castello dei riquadri che contenevano delle raffigurazioni di armi e di scene campestri che sono andati quasi completamente perduti a parte qualche traccia di pitture che è resistita alle intemperie.
Oldrado III realizzò anche i cornicioni esterni, che sono caratterizzati da travetti e mensole di pregevole fattura, e i comignoli, anch'essi dallo stile ricercato. Nel XVII secolo furono invece messe in posa le ringhiere delle finestre balcone.

#### Le torri secondarie
Lungo i muraglioni erano inserite sei torri cilindriche dalla base svasata che sono fornite di merlature e di tetto, copertura che serviva per proteggere i soldati dalle intemperie. Quattro torri erano posizionate agli angoli del quadrilatero, mentre due erano collocate a metà dei lati est ed ovest: sono tutte leggermente asimmetriche, con la parte leggermente appiattita che è rivolta verso l'interno del castello. In seguito sono state demolite le due torri poste verso sud: probabilmente sono state abbattute dai marchesi Cornaggia, dato che esistevano ancora nel XVII secolo, come riportato dagli scritti del prevosto di San Magno Agostino Pozzo. Di queste due torri non è giunta al XXI secolo nessuna traccia materiale, pertanto vennero demolite fin alle fondamenta.
Le torri sono alte 12,5 m e hanno un diametro di 5,5 m: hanno delle feritoie all'altezza del camminamento di ronda in legno, mentre sotto il loro tetto sono presenti delle merlature: sia le feritoie che le merlature avevano la funzione di fermare i nemici che tentavano di scavalcare i muraglioni grazie ai colpi sparati dai soldati che presidiavano le torri protetti dietro a questi sistemi difensivi. La forma delle mura e quella delle torri richiamano quelle realizzate al Castello Sforzesco di Milano tra il 1450 e il 1466, a cui Oldrado II Lampugnani si ispirò, fermo restando il differente materiale utilizzato: al posto della più costosa pietra, per la fortificazione legnanese si optò per il più economico mattone.
Le torri di destra sono invece affrescate, come già accennato, con motivi a festoni floreali che sono sostenuti da anelli: di queste opere ne sono però rimaste solo delle tracce. Lo studio di queste tracce di pittura ha portato a determinarne l'epoca di realizzazione: essendo state realizzate in stile Impero, vennero probabilmente dipinte su volere di Carlo Cornaggia, che acquistò il castello nel 1798. Presumibilmente il Cornaggia voleva decorare in stile Impero anche altre parti del castello, visto che nel 1925 Guido Sutermeister trovò ammassate, all'interno della torre situata a nord-ovest, decorazioni e modanature in cotto dello stesso stile degli ornamenti aggiunti a metà del XIX secolo a vari edifici della fortezza proprio dai Cornaggia.

#### L'edificio a sud del complesso

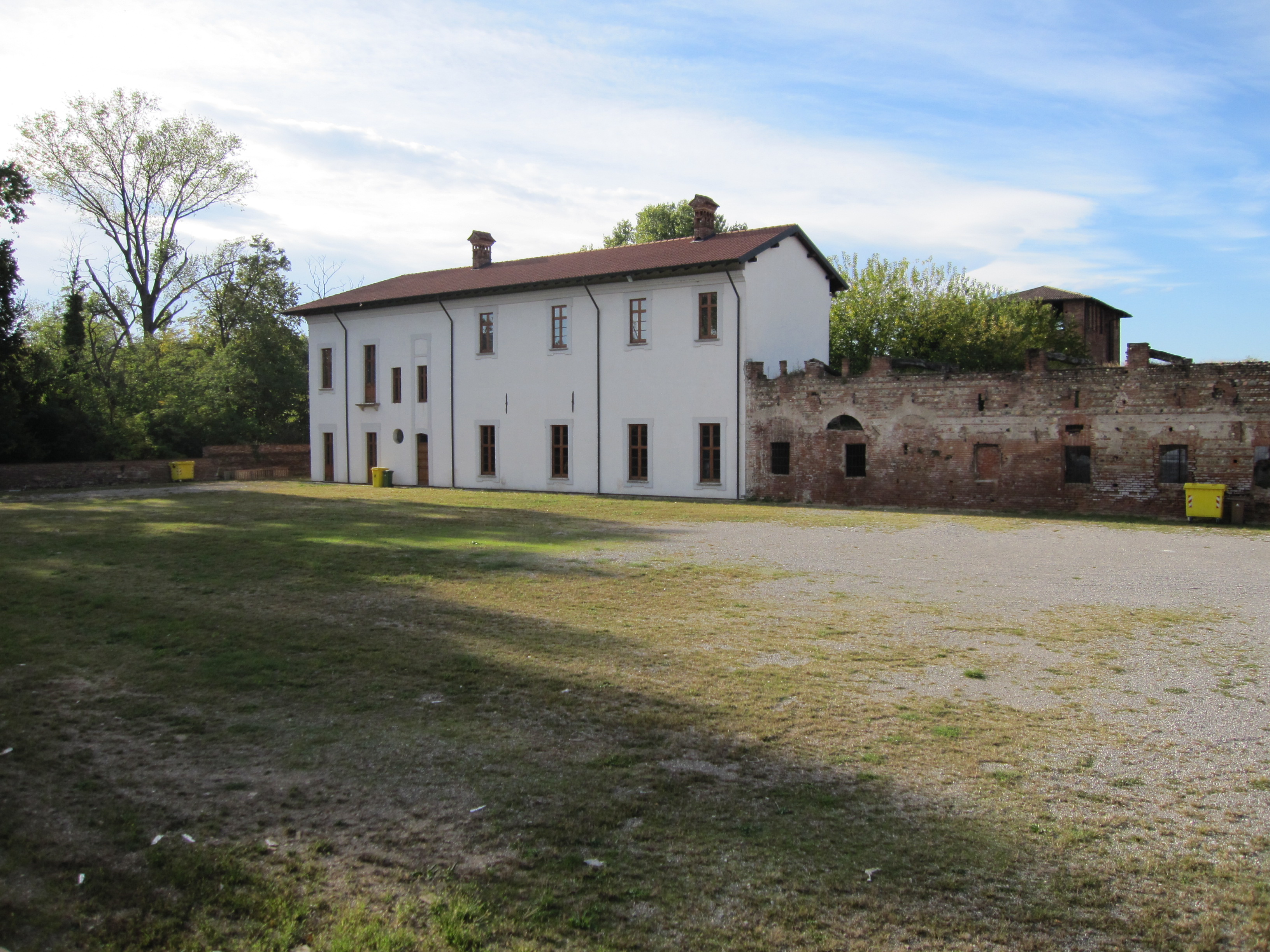
L'edificio a sud del complesso, contraddistinto da un intonaco bianco di stile barocco, che è parallelo alle mura meridionali e che è stato costruito da Oldrado II Lampugnani nel XV secolo. Sulla destra, parte dei fienili e delle scuderie realizzate dai marchesi Cornaggia nel XX secolo

A sud dell'ala dei Della Torre - parallela alle mura meridionali - è presente un'altra costruzione a due piani costruita da Oldrado II Lampugnani e successivamente intonacata di bianco in stile barocco da Oldrado III nel XVI secolo. Al pian terreno di questo edificio era stata ricavata una grande stanza che aveva dimensioni 15 m per 8 m e che possedeva un soffitto con volta a botte impreziosito da crociere e pennacchi. Ad est di questo salone è presente un camino dietro al quale è situato un piccolo studiolo dentro il quale è stata trovata la centrale termica del sistema di riscaldamento ad aria calda che serviva, come accennato, tutta l'ala sud del castello, compreso questo edificio. L'accesso a questo piccolo locale è all'esterno dell'edificio. Considerando le dimensioni e l'architettura del soffitto, la grande stanza al piano terreno aveva probabilmente funzione di salone di rappresentanza.
Al piano superiore sono invece presenti tre locali con soffitti in rovere a cassettoni, le cui formelle erano decorate da motivi rappresentanti foglie e fiori. Con la costruzione di questo edificio, che ha una lunghezza di 24 metri, la zona residenziale si è notevolmente ampliata: in questo modo il castello ha assunto le caratteristiche di un'abitazione signorile fortificata fornita di ampi spazi e saloni utili allo scopo.

### Gli ampliamenti dei Cornaggia

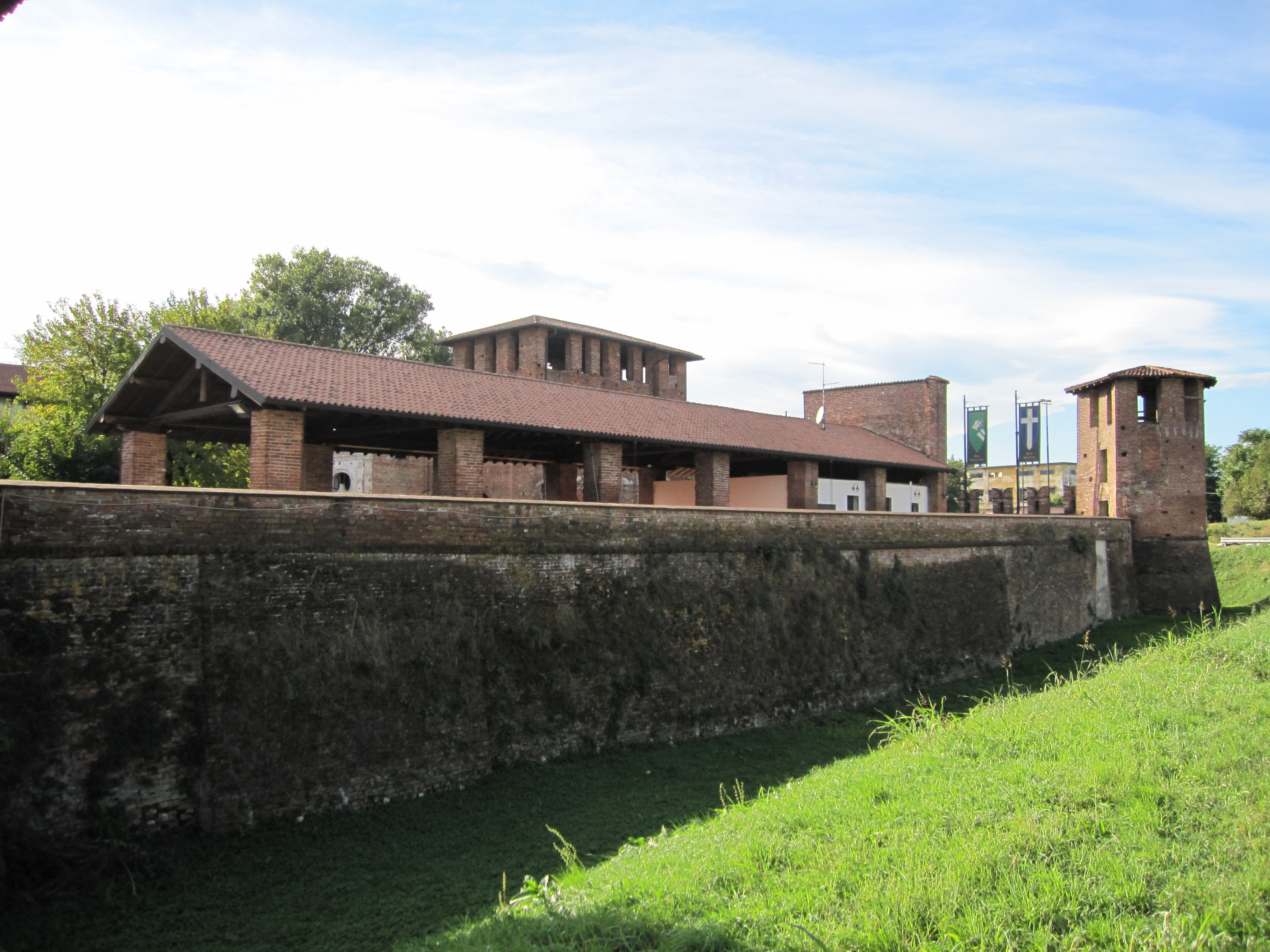
Il lato est della struttura. Dietro le mura e i resti del fossato allagabile, si scorgono le altre stalle costruite nel XIX secolo, questa volta alla sinistra del torrione principale, dopo la trasformazione della struttura in tenuta agricola

A fianco dell'edificio realizzato da Oldrado II Lampugnani sono situati parte dei fienili e delle scuderie realizzate dai marchesi Cornaggia nel XX secolo. I Cornaggia hanno poi aggiunto uno spiazzo a sud della struttura che venne destinato originariamente a giardino interno, hanno eliminato le merlature delle mura (ad eccezione di un breve tratto) e hanno demolito le torri a sud del complesso.
Nello stesso secolo sono state costruite altre stalle e fienili, questa volta all'estrema sinistra del torrione principale, che sono caratterizzate da mattoni e archi ogivali. Tale costruzione fu realizzata sopra la cosiddetta "caneva", ovvero la ghiacciaia a servizio del castello: questo locale sotterraneo, che si trova 8 metri sotto il livello delle mura e che venne realizzato tutto in mattoni, è caratterizzato da una porticina d'ingresso protetta da un'inferriata che è situata in queste stalle e che dà verso il cortile interno. Entrambi gli edifici poi destinati a stalle e fienili vennero realizzati con il materiale edile ricavato dalla demolizione delle torri meridionali e delle merlature delle mura.

### La rete dei cunicoli sotterranei

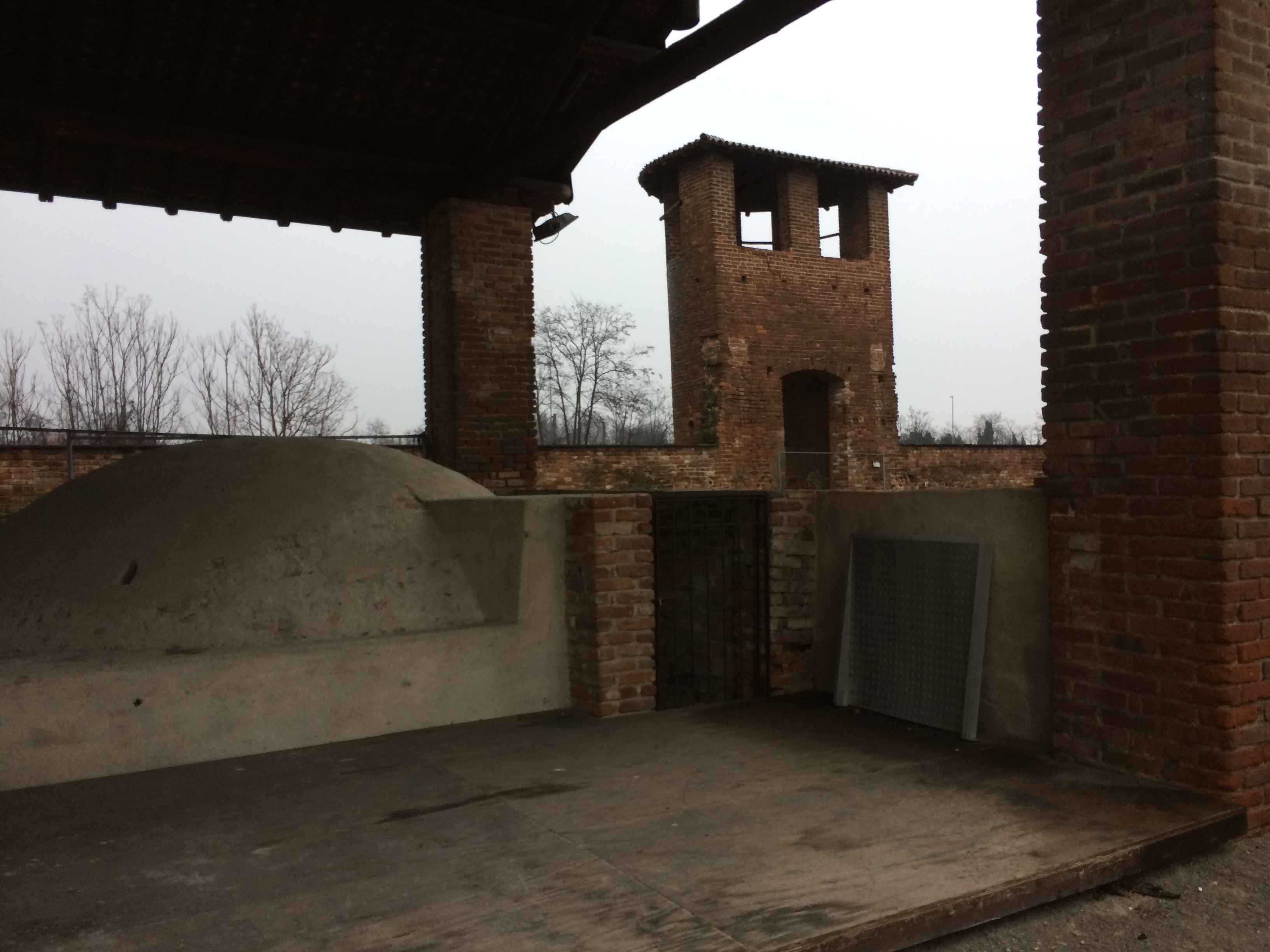
L'ingresso della caneva del castello di Legnano, che è riconoscibile da una piccola inferriata. L'edificio che l'accoglie, è la stalla che si trova a sinistra del torrione principale

Intorno al castello di Legnano è stata realizzata una rete di cunicoli sotterranei la cui funzione era quella di collegare i possedimenti dei proprietari della fortificazione e gli immobili delle famiglie con loro imparentate. Queste gallerie rendevano possibile un'eventuale fuga dal castello oppure permettevano anche agli abitanti delle zone circostanti di rifugiarsi nel maniero. Tali cunicoli vennero utilizzati principalmente nel XIV e nel XV secolo.
Uno degli ingressi alle gallerie si trova all'interno dell'antica caneva: questo ingresso, che venne murato quando tale locale fu adibito a ghiacciaia, venne scoperto nel 1935 da Guido Sutermeister. La galleria che inizia da questo ingresso collegava il castello di Legnano con San Vittore Olona. In questa località è stata trovata, nei sotterranei di una casa signorile del XV secolo situata nella moderna via Magenta, un'analoga porticina che conduce a un troncone di cunicolo che va in direzione del castello legnanese: la galleria è però interrotta a causa di una frana.

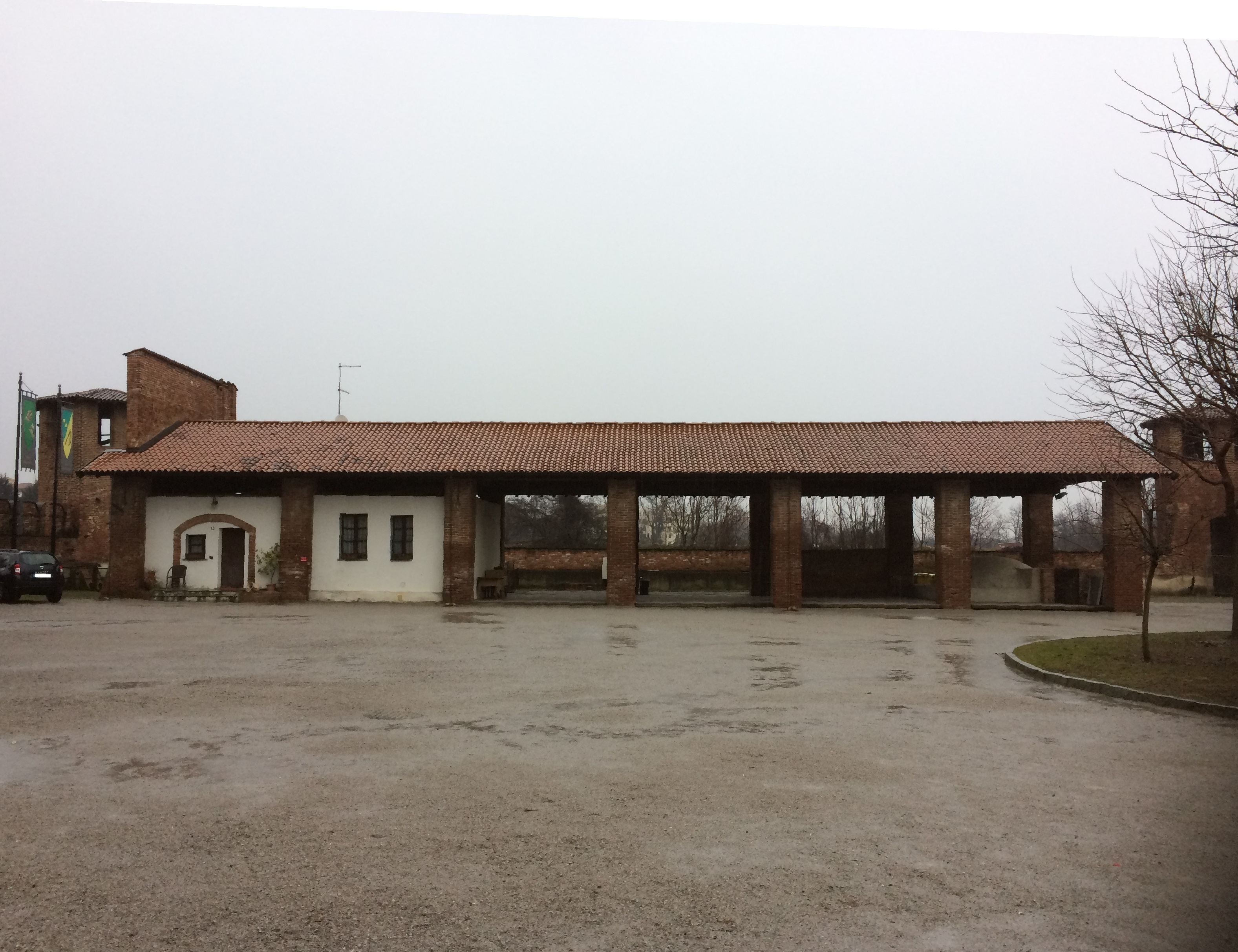
Le stalle che si trovano a sinistra del torrione principale

Nel XX secolo, durante diversi scavi, sono stati trovati altri tronconi di queste gallerie lunghi qualche metro. Un primo troncone, non lontano da San Giorgio su Legnano, è stato parzialmente esplorato da uno degli operai che lo hanno riportato alla luce. Questo operaio è stato persuaso dall'esplorazione dopo aver percorso 5 o 6 metri a causa di un filato di vento che gli ha spento la candela. Un altro troncone verso Legnano è stato scoperto e subito ostruito dall'Amministrazione comunale per ragioni di sicurezza. Un ulteriore troncone di galleria è stato invece scoperto, questa volta nel centro abitato di San Giorgio su Legnano, negli scantinati della cosiddetta "Casa della Regina", che si trova in via Gerli e che è forse la più antica abitazione del comune. Resti analoghi di gallerie sono stati trovati anche altrove.
Secondo una leggenda, da uno di questi cunicoli l'imperatore Federico Barbarossa riuscì a fuggire ed a salvarsi dopo la disfatta patita nella battaglia di Legnano. Il castello Visconteo di Legnano è stato però realizzato ampliando e fortificando l'antico convento di Regolari Agostiniani solo dopo il celebre scontro armato del 29 maggio 1176: in realtà l'avamposto militare utilizzato dalla Lega Lombarda durante la battaglia di Legnano fu il castello dei Cotta, fortificazione altomedievale presente a Legnano dal X al XIII/XIV secolo sull'area dove sorgono i moderni Palazzo Leone da Perego e Galleria INA.

## Eventi
Il castello Visconteo di Legnano è sede di una festa che ha luogo verso fine giugno e che è chiamata "Castello in festa". Essa ha nel proprio programma spettacoli, esibizioni, eventi culinari e musicali, iniziative culturali e rievocazioni storiche che sono ambientate nel Medioevo. Le festa si chiude con uno spettacolo pirotecnico. Dal 2017 l'isola dove sorge il castello Visconteo di Legnano ospita il Rugby Sound, manifestazione musicale estiva di richiamo nazionale.

### Esplicative
1. ↑  Sono in stile barocco parte delle decorazioni esterne degli edifici.

### Bibliografiche
1. 1 2 3 4 5  Sutermeister, p. 17.
2. 1 2 3  Sutermeister, p. 51.
3. 1 2 3 4 5 6 7 8 9 10 11 12 13 14 15 16 17 18 19  Ferrarini, p. 102.
4. 1 2 3  Sutermeister, p. V.
5. 1 2 3  Sutermeister, p. 23.
6. 1 2 3 4 5 6 7 8  D'Ilario, p. 47.
7. 1 2  Sutermeister, p. 25.
8. ↑  D'Ilario, pp. 216-225.
9. 1 2 3  Agnoletto, p. 33.
10. ↑  Agnoletto, p. 32.
11. ↑  Ferrarini, p. 45.
12. ↑   Regione Lombardia - ARPA - Contratto di fiume Olona Bozzente Lura - Rapporto del primo anno di lavoro (PDF), su contrattidifiume.it. URL consultato il 5 novembre 2015 (archiviato dall'url originale il 6 marzo 2016)..
13. ↑  D'Ilario, p. 83.
14. ↑  Autori vari, p. 18.
15. ↑  Agnoletto, p. 38.
16. ↑  D'Ilario, p. 20.
17. ↑  D'Ilario, p. 35.
18. 1 2  D'Ilario, p. 23.
19. 1 2 3 4 5 6  Sutermeister, p. 5.
20. ↑  D'Ilario, p. 227.
21. 1 2  Ferrarini, p. 58.
22. 1 2 3 4 5 6 7 8 9 10 11 12 13  D'Ilario, p. 219.
23. 1 2 3 4 5 6 7 8 9 10 11 12 13 14 15 16  D'Ilario, p. 216.
24. 1 2 3 4 5 6 7 8  D'Ilario, p. 223.
25. 1 2 3 4 5 6  Agnoletto, p. 34.
26. ↑   Da sito web istituzionale - Cenni storici, su sangiorgiosl.org. URL consultato il 16 gennaio 2015 (archiviato dall'url originale il 9 marzo 2012).
27. 1 2  Sutermeister, p. 10.
28. ↑  Agnoletto, p. 31.
29. ↑  D'Ilario, p. 17.
30. ↑  Ferrarini, p. 48.
31. ↑  D'Ilario, p. 40.
32. 1 2 3 4 5 6 7 8 9 10  Autori vari, p. 23.
33. 1 2  D'Ilario, p. 41.
34. ↑  Ferrarini, p. 55.
35. 1 2 3 4  Ferrarini, p. 56.
36. 1 2 3  Ferrarini, p. 99.
37. 1 2 3 4 5 6 7 8 9 10 11 12 13 14 15 16 17 18 19 20 21 22 23  D'Ilario, p. 218.
38. 1 2 3 4 5 6 7 8  Autori vari, p. 24.
39. 1 2 3 4  D'Ilario, pp. 217-218.
40. ↑  D'Ilario, pp. 222-223.
41. 1 2  Autori vari, p. 33.
42. 1 2 3 4 5 6 7 8  D'Ilario, p. 43.
43. ↑  Sutermeister, p. 22.
44. ↑  Autori vari, p. 25.
45. 1 2  Sutermeister, p. 7.
46. ↑  Ferrarini, p. 57.
47. ↑  Ferrarini, p. 145.
48. 1 2 3  Sutermeister, p. 40.
49. ↑  Sutermeister, p. 43.
50. ↑  Sutermeister, p. 44.
51. ↑  Sutermeister, p. 41.
52. 1 2  Contino, Castello di Legnano.
53. ↑  Sutermeister, p. 49.
54. ↑  Ferrarini, p. 103.
55. ↑  D'Ilario, pp. 218-219.
56. 1 2  Sutermeister, p. 45.
57. ↑  Sutermeister, p. 35.
58. 1 2  Sutermeister, p. 47.
59. ↑  Sutermeister, pp. 34-35.
60. ↑  Sutermeister, p. 36.
61. 1 2 3  D'Ilario, p. 217.
62. ↑  D'Ilario, p. 21.
63. ↑  Agnoletto, p. 35.
64. 1 2  D'Ilario, p. 49.
65. ↑  Sutermeister, p. 57.
66. ↑  Sutermeister, p. 53.
67. 1 2 3 4 5 6 7 8 9 10 11 12 13 14 15 16 17 18 19 20 21 22 23  D'Ilario, p. 221.
68. ↑  Sutermeister, p. 62.
69. ↑  Sutermeister, p. 32.
70. 1 2 3 4 5  Sutermeister, p. III.
71. 1 2 3 4 5 6 7 8 9 10 11 12 13 14 15 16 17 18 19 20 21 22 23 24 25 26  D'Ilario, p. 224.
72. ↑  Sutermeister, pp. 69-71.
73. ↑  Sutermeister, pp. 75-77.
74. ↑  Sutermeister, p. 77.
75. 1 2 3   Il castello di San Giorgio, su spaziartelegnano.com. URL consultato il 14 gennaio 2017 (archiviato dall'url originale il 4 marzo 2016).
76. 1 2 3 4 5  Sutermeister, p. 73.
77. ↑  Sutermeister, p. 21amin.
78. ↑  D'Ilario, pp. 224-225.
79. ↑  D'Ilario, p. 225.
80. ↑   "La campanella, il guerriero e il portone ritornino al castello", su legnanonews.com. URL consultato il 14 gennaio 2017..
81. 1 2 3 4 5 6 7 8  D'Ilario, p. 220.
82. ↑   Collegio dei Capitani delle Contrade, su contradalegnarello.it. URL consultato il 16 febbraio 2016 (archiviato dall'url originale il 18 aprile 2015).
83. ↑  Ferrarini, p. 183.
84. ↑  Ferrarini, p. 101.
85. ↑  Sutermeister, p. 18.
86. ↑  D'Ilario, pp. 216-218.
87. 1 2 3  Sutermeister, p. 19.
88. 1 2 3 4 5 6 7 8 9 10 11 12  D'Ilario, p. 222.
89. ↑  Raimondi, p. 76.
90. ↑  Ferrarini, p. 123.
91. ↑   Memorie della società arte e storia- Legnano, su societaartestoria.it. URL consultato il 13 gennaio 2017.
92. ↑  Sutermeister, p. 16.
93. 1 2 3 4  Sutermeister, p. 15.
94. 1 2  D'Ilario, pp. 219-220.
95. 1 2 3 4 5  Sutermeister, p. 13.
96. ↑  D'Ilario, pp. 221-222.
97. 1 2 3  Sutermeister, p. 14.
98. ↑  Sutermeister, p. 20.
99. ↑  Sutermeister, p. 9.
100. 1 2 3  Sutermeister, p. 11.
101. 1 2  Le pubblicazioni de' "Il Belvedere" – San Giorgio su Legnano – con il patrocinio dell'Amministrazione comunale
102. ↑  Agnoletto, p. 49.
103. ↑  Percivaldi, p. 19.
104. ↑  D'Ilario, p. 211.
105. 1 2 3   Torna la festa al Castello di Legnano: tre giorni di eventi, su ilgiorno.it. URL consultato il 25 giugno 2017.
106. ↑   Il Rugby Sound trasloca all’isola del castello, su varesenews.it. URL consultato il 25 giugno 2017.